# Postbriefkasten (Deutschland)

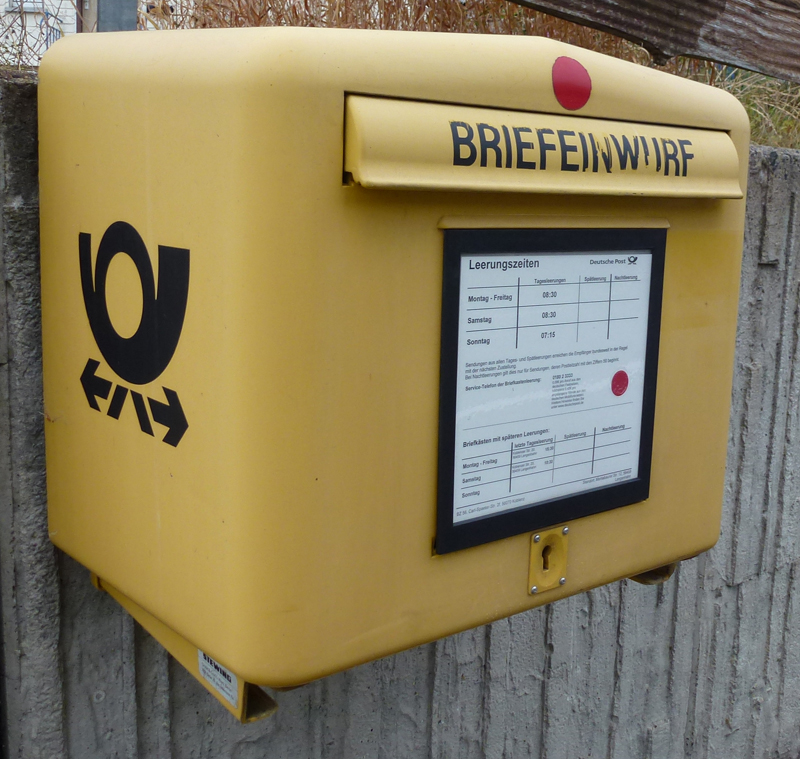
Briefkasten der Deutschen Bundespost, der heute noch von der Deutschen Post AG genutzt wird. – Der rote Punkt kennzeichnete bis Mitte 2025 die Leerung am Sonntag.

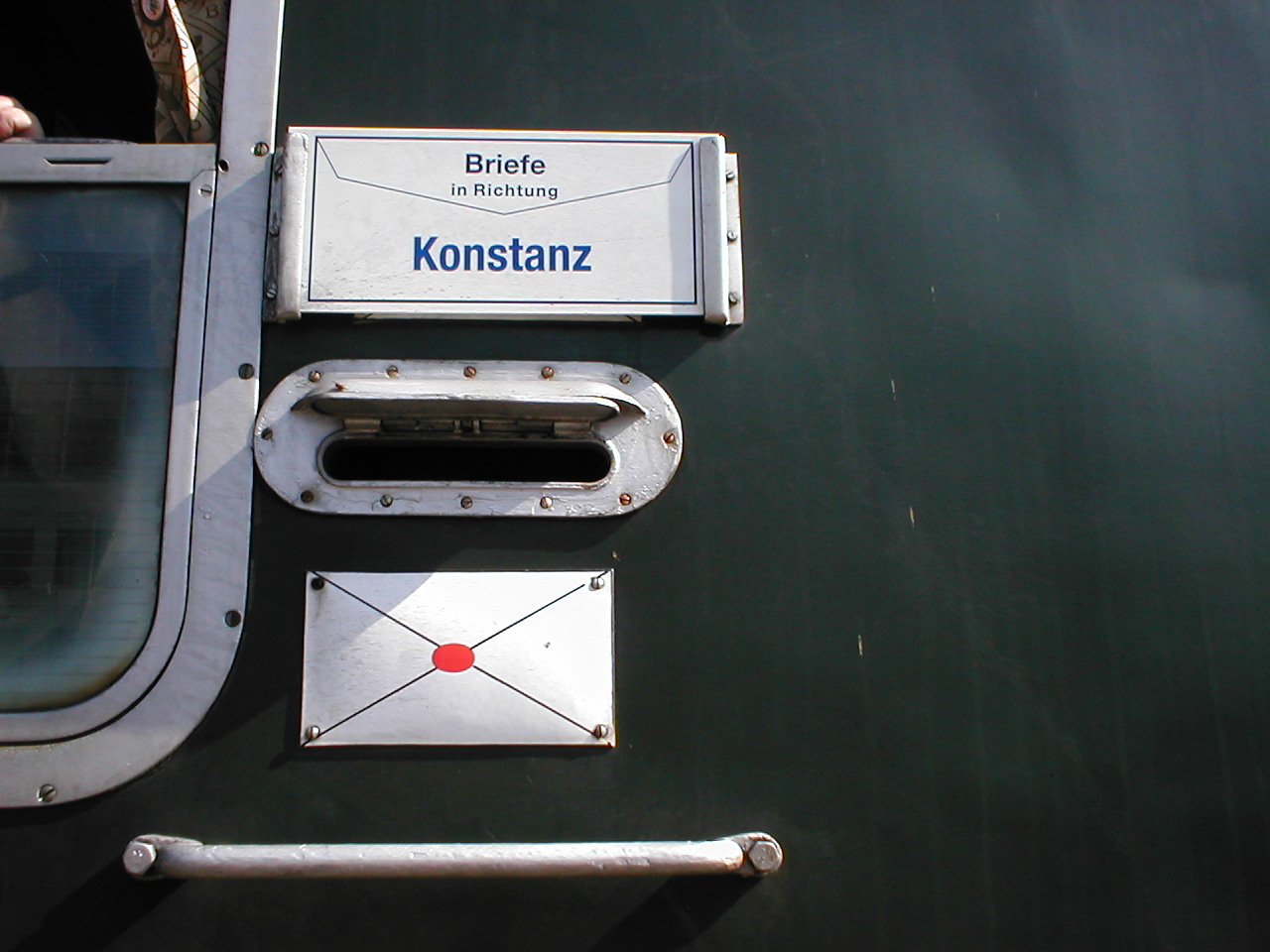
Briefkasten der Bahnpost

In Deutschland ist die Zahl der durch die Deutsche Post AG unterhaltenen Postbriefkästen leicht rückgängig. Zwischen 2011 und 2019 sank sie von 112.381 auf 109.791 Kästen. Briefkästen anderer Postunternehmen sind meist nur regional vertreten und unterscheiden sich in Gestaltung und Farbgebung. Ihre Anzahl belief sich 2012 auf 6.000 Briefkästen.

## Geschichte

### Einführung

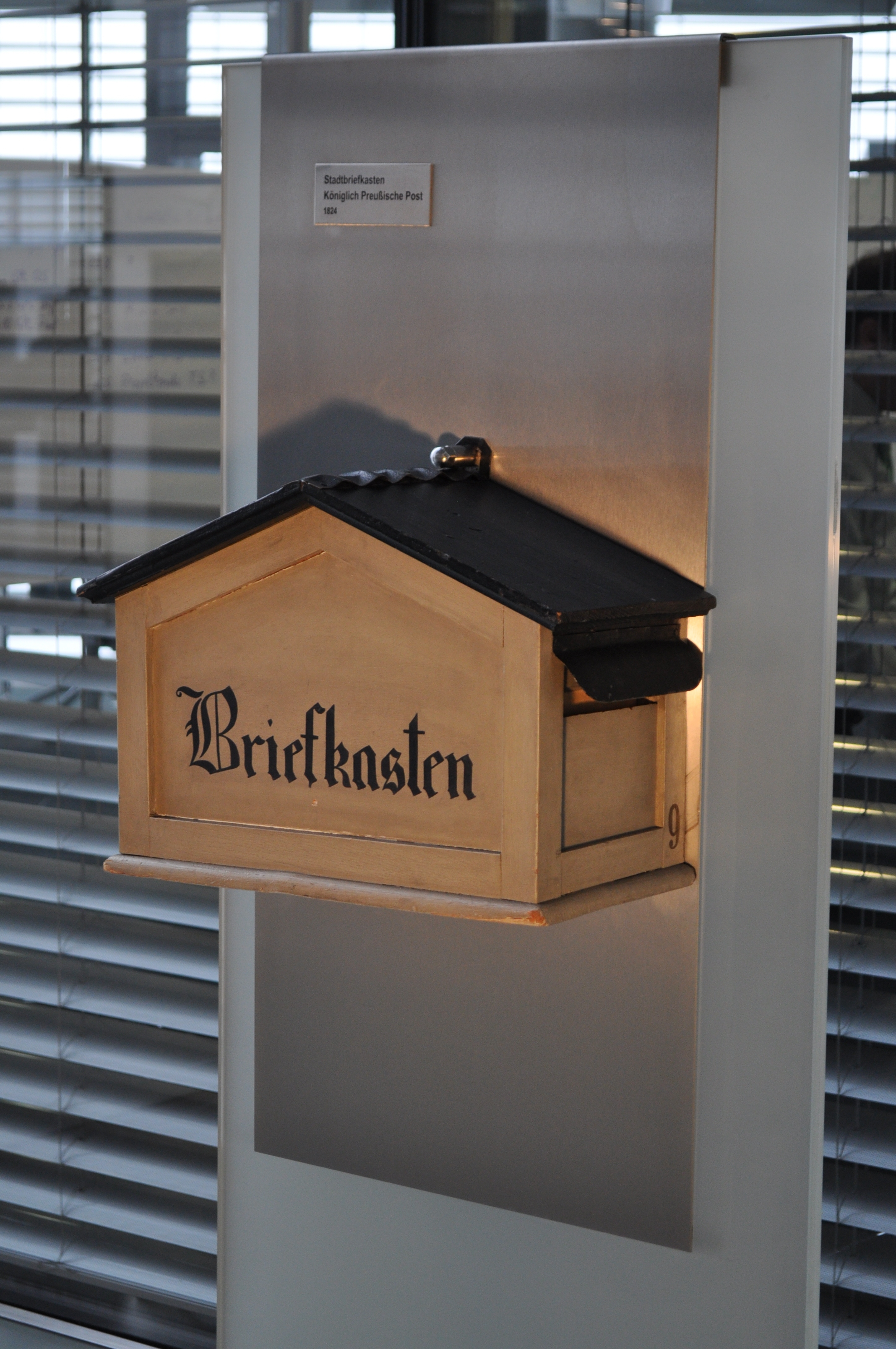
Stadtbriefkasten der Königlich Preußischen Post von 1824

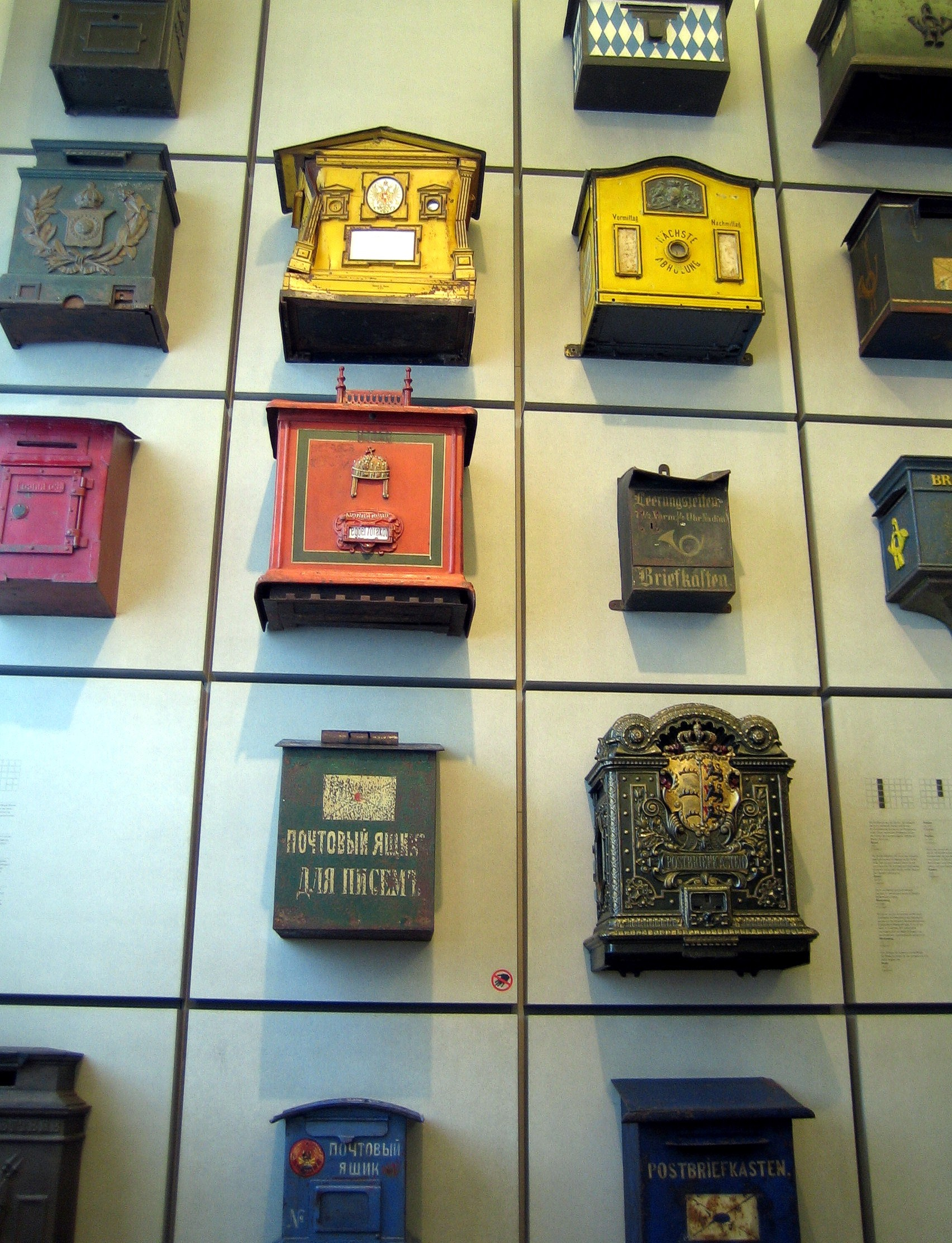
Post-Briefkästen aus verschiedenen Zeiten und Ländern im Museum für Kommunikation Berlin

Behälter, Kisten oder tonnenartige Gefäße wurden bereits bei antiken Reit- und Botenposten an den Sammelstellen aufgestellt, um zu befördernde Nachrichten schon vor der Ankunft des Boten oder Reiters einwerfen zu können.
In einem Posthaus in Hamburg wurden 1641 insgesamt 13 Holzbriefkästen angebracht. Ihr lochartiger Einwurf war mit verschiedenen Städtenamen beschriftet. Die damals noch nicht frankierten Briefe konnten so von den Absendern auf die verschiedenen Richtungen verteilt werden. Bereits 1633 wurde der erste deutsche Postbriefkasten für den Postkurs von Breslau nach Leipzig im niederschlesischen Liegnitz erwähnt.
Ein Briefkasten bei der preußischen Post wird erstmals 1766 erwähnt; er wurde auf dem Flur des damaligen Berliner Hofpostamtes (Poststraße Ecke Königstraße) „zur Gemächlichkeit der Correspondenten und Facilitirung deren Correspondence“ aufgestellt. Im 1816 bezogenen Berliner Posthaus in der König- und Spandauer Straße scheint es zunächst keinen Briefkasten gegeben zu haben, denn aus Berliner Geschäftskreisen wurde der Wunsch laut, nach dem Vorgange größerer Städte Frankreichs und Englands auch für Berlin Anstalten zu treffen, „dass man die zur Post bestimmten Briefe nicht einem dazu am Fenster oder Tische befindlichen Sekretär (welches diesem sowohl als dem Publico besonders an den beiden wöchentlichen lebhaften Posttagen dienstags und sonnabends äusserst beschwerlich ist) überliefert, sondern zu allen Zeiten des Tages – von Morgen bis Abend – in eine neben diesem Fenster oder Tische angebrachte Klappe mit zwei schmalen Oeffnungen von der Länge eines gewöhnlichen Briefes und darüber werfen kann“.
Mit der allgemeinen Einführung von Briefkästen – weiterhin noch aus Holz gefertigt – begann die preußische Post erst 1823 aufgrund eines gutachtlichen Berichts des Oberpostamts in Köln von 1818. Anlass waren die von den Franzosen während ihrer Herrschaft von 1794 bis 1814 im linksrheinischen deutschen Gebiet aufgestellten Briefkästen, die in Frankreich schon seit 1653 üblich waren. 1817 wurde erwogen, diese Briefkästen abzuschaffen, welche in einzelnen Hauptorten der Rheinprovinz noch von der französischen Herrschaft her vorhanden waren, und zwar an den Posthäusern selbst und auch an anderen geeigneten Stellen. Beim Oberpostamt Koblenz wurde der Kasten beseitigt, und erst nach längeren Erörterungen gelang es, die Abneigung gegen die Einrichtung so weit zu verdrängen, dass der General-Postmeister Johann Friedrich von Seegebarth nicht nur die Beibehaltung der Briefkästen in Aachen, Düsseldorf und Jülich genehmigte, sondern 1818 auch die Wiedereinführung in Koblenz erlaubte. Auch außerhalb der preußischen Verwaltung konnte man sich damals nicht mit Briefkästen anfreunden. Beispielsweise erklärte die Fürstliche Thurn und Taxis’sche Ober-Postamts-Direktion 1818, „dass ein eigener Briefkasten für die unfrankirten … Briefe beim Frankfurter Ober-Postamt niemals bestanden habe.“ Weiter heißt es: „Nur für die nach Frankreich gestellten unfrankirten Briefe hat eine Zeitlang ein eigener Kasten bestanden, welcher aber, da er oft von Uebelgesinnten missbraucht wurde, … wieder eingestellt worden ist.“
Auf Antrag des General-Postmeister Karl Ferdinand Friedrich von Nagler erließ der preußische König folgende Kabinettsorder:

„Ich genehmige auf Ihren Antrag vom 13. d. Mts., dass die am Rhein bestehende Einrichtung der Briefkasten zur Bequemlichkeit des Publikums allgemein gemacht, die Anordnung aber, nach welcher in den von Ihnen angezeigten Fällen die Briefe nur im Post-Comtoir abgegeben werden dürfen, unverändert beibehalten und, wenn gleichwohl Briefe dieser Art im Briefkasten gefunden werden, mit diesen ebenso, wie mit den der Frankirung unterworfenen Briefen, welche im Briefkasten sich finden, verfahren werde.“

Am 23. Oktober 1823 folgte ein Rundschreiben an sämtliche Postämter mit der Maßgabe, dass „an allen Orten der Monarchie, wo der Briefwechsel von einiger Bedeutung ist, Briefkasten an den Posthäusern, und in grossen Städten auch an anderen schicklichen Stellen, angebracht werden, in welchen das Publikum zu jeder Tageszeit die mit der Post abzusendenden Briefe niederlegen kann, insofern sie unfrankirt und nicht nach Staaten oder an Personen bestimmt sind, für welche Briefe nur franco angenommen werden können.“ Zum Schluss hieß es noch: „An den kleinen Orten, wo diese Einrichtung für das Publikum nicht nöthig erscheint, ist das General-Postamt doch geneigt, zur Bequemlichkeit der Beamten einen solchen Kasten im Flur des Posthauses zu gestatten. Es muss aber Genehmigung eingeholt, und die Kosten des Kastens müssen in diesem Falle von dem Beamten bestritten werden, der von dieser Bequemlichkeit profitieren will.“ Ab 1. Januar 1824 gab es hölzerne Briefkästen in zwei Größen, die von unten geöffnet wurden. Verschlossen wurden sie durch ein starkes Schnäpperschloss. In der Beschreibung heißt es: „Damit bei dem Oeffnen keine Briefe von den Seiten fallen können, sind zwei lederne Seitenwände angebracht, die von Innen an den Seiten des Kastens und an der Klappe mit Nägeln befestigt sind und in der Mitte einen Kniff haben, der sich nach dem Innern des Kastens hinlegt. Vorne am Kasten, in einer ¼zölligen Vertiefung, befindet sich die gedruckte Vorschrift über den Gebrauch mit Kleister befestigt. Der übrige äußere Teil des Kastens ist mit guter weißer Ölfarbe gestrichen.“ Ende der 1870er-Jahre kam man auf diese erste Briefkastengestaltung wegen deren Einfachheit, nützlichem Gebrauch und Sicherheit zurück.

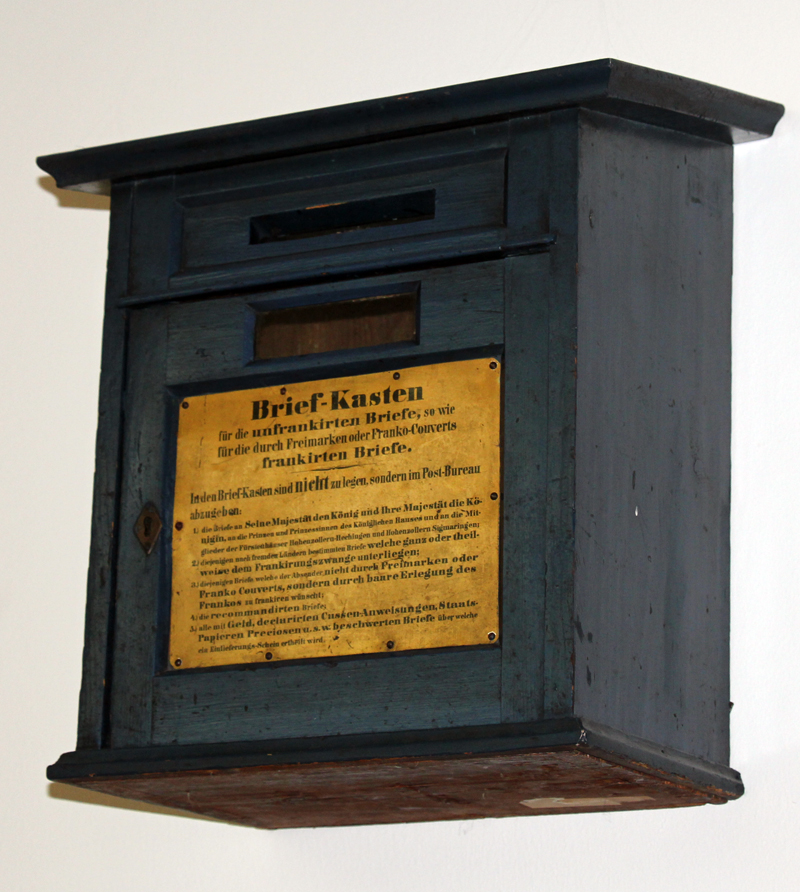
„Brief-Kasten“ der preußischen Post um 1850

Der Briefkasten von 1823 war ein mit weißer Ölfarbe angestrichener Holzkasten, der unten geöffnet wurde. Auf der Vorderseite waren auf Papier gedruckte „Verhaltungs-Regeln“ angebracht. Nachfolgend beispielsweise Regeln auf einem späteren (1850) blauen preußischen Holzbriefkasten:
„In den Brief-Kasten sind nicht zu legen, sondern im Post-Bureau abzugeben:
1. die Briefe an seine Majestät den König und Ihre Majestät die Königin, an die Prinzen des Königlichen Hauses und an die Mitglieder der Fürstenhäuser Hohenzollern-Hechingen und Hohenzollern-Sigmaringen;
2. diejenigen nach fremden Ländern bestimmten Briefe, welche ganz oder theilweise dem Frankirungszwange unterliegen;
3. diejenigen Briefe, welche der Absender nicht durch Freimarken oder Franko Couverts, sondern durch baare Erlegung des Frankos zu frankiren wünscht;
4. die recommandirten Briefe;
5. alle mit Geld, declarierten Cassen-Anweisungen, Staats-Papieren, Preciosen u.s.w. beschwerten Briefe, über welche ein Einlieferungsschein erteilt wird“.

Briefe, die an das Königshaus oder an die Fürstenhäuser gingen, durften nicht in den Briefkasten eingelegt werden, weil dem bayerischen König Ludwig I. zahlreiche Bettel- und Schmähbriefe zugegangen waren, nachdem 1846 die Tänzerin Lola Montez die Gunst des Königs gewonnen hatte.
1830 führte die Post des Königreichs Württemberg, kurz darauf die Bayerische Post Briefkästen ein. In Bayern bestanden zunächst Sicherheitsbedenken bei außen an Gebäuden angebrachten Briefkästen, weshalb Einwurfschlitze an den Schaltern im Postgebäude angebracht wurden. Erst ab 1845 gab es Außenbriefkästen in Bayern.
Nach der Einführung der Briefmarke (Schwarzer Einser am 1. November 1849 im Königreich Bayern) wurden Briefkästen überall in größerer Zahl aufgestellt, weil jetzt auch frankierte Briefe (keine Kosten für den Empfänger) eingeworfen werden konnten.

### Material, Fertigung und Einheitsmodelle
Bis in die 1850er-Jahre wurden die Briefkästen aus Holz gefertigt. 1837 wurde probeweise Blech verwendet.
Danach wurden gusseiserne Kästen mit Bronzeüberzug verwendet, die ab 1866 mit Krone, Adler und Konsole verziert waren. Die Briefe wurden anfänglich einzeln entnommen, bevor der Reihe nach Einsatzbeutel aus Leinen und Leder, Einsatzkästen aus Blech, Leinen, Drahtgeflecht, Holz und Büffelleder verwendet wurden. 1874 wurde zur Leerung die Fallklappe, aus der die Briefe in einen darunter gehaltenen Behälter fielen, eingeführt.

Historische Briefkästen aus Gusseisen
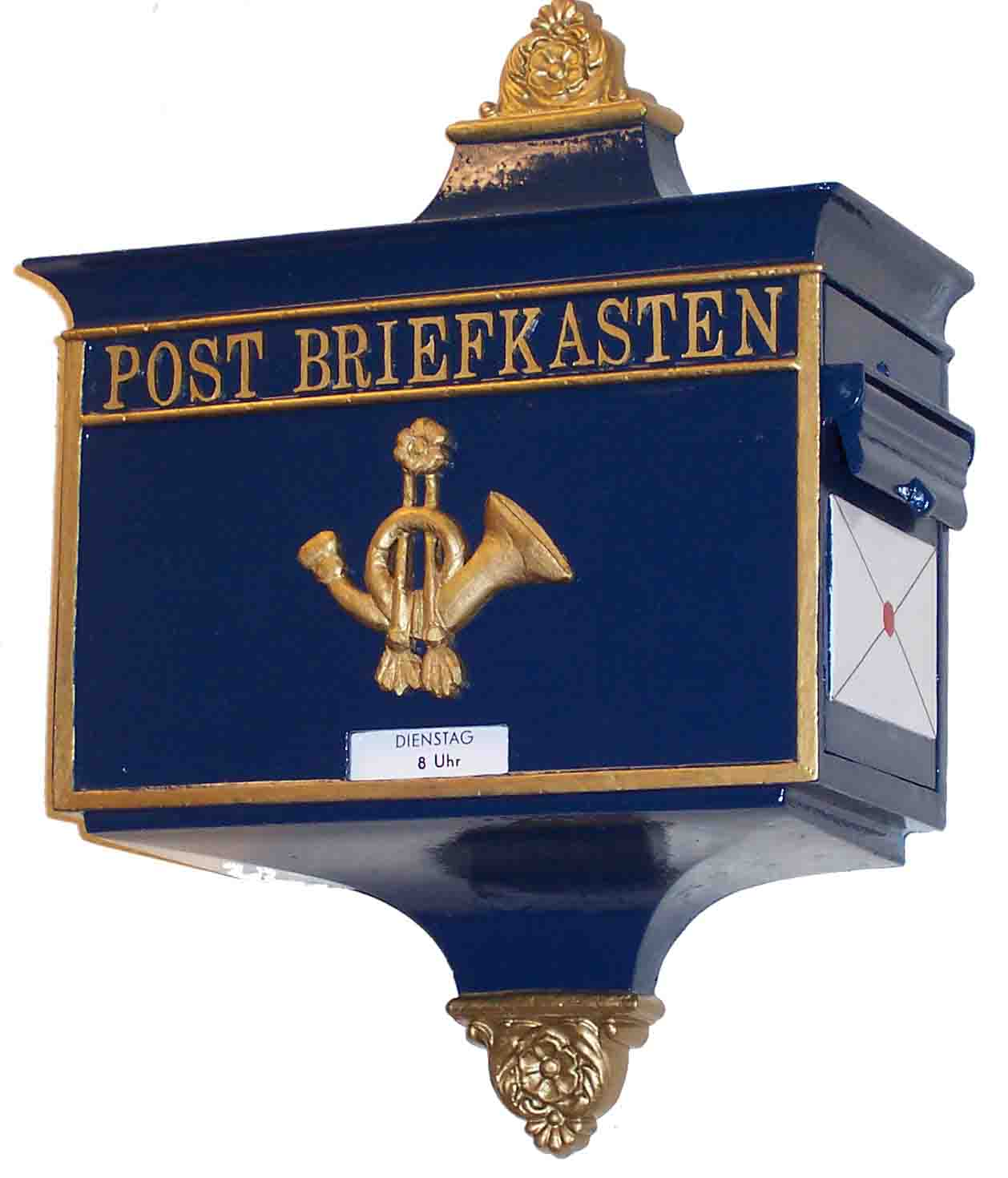
Um 1885, Wandbriefkasten in einem Postmuseum, Einwurf und Leerung an der Seite
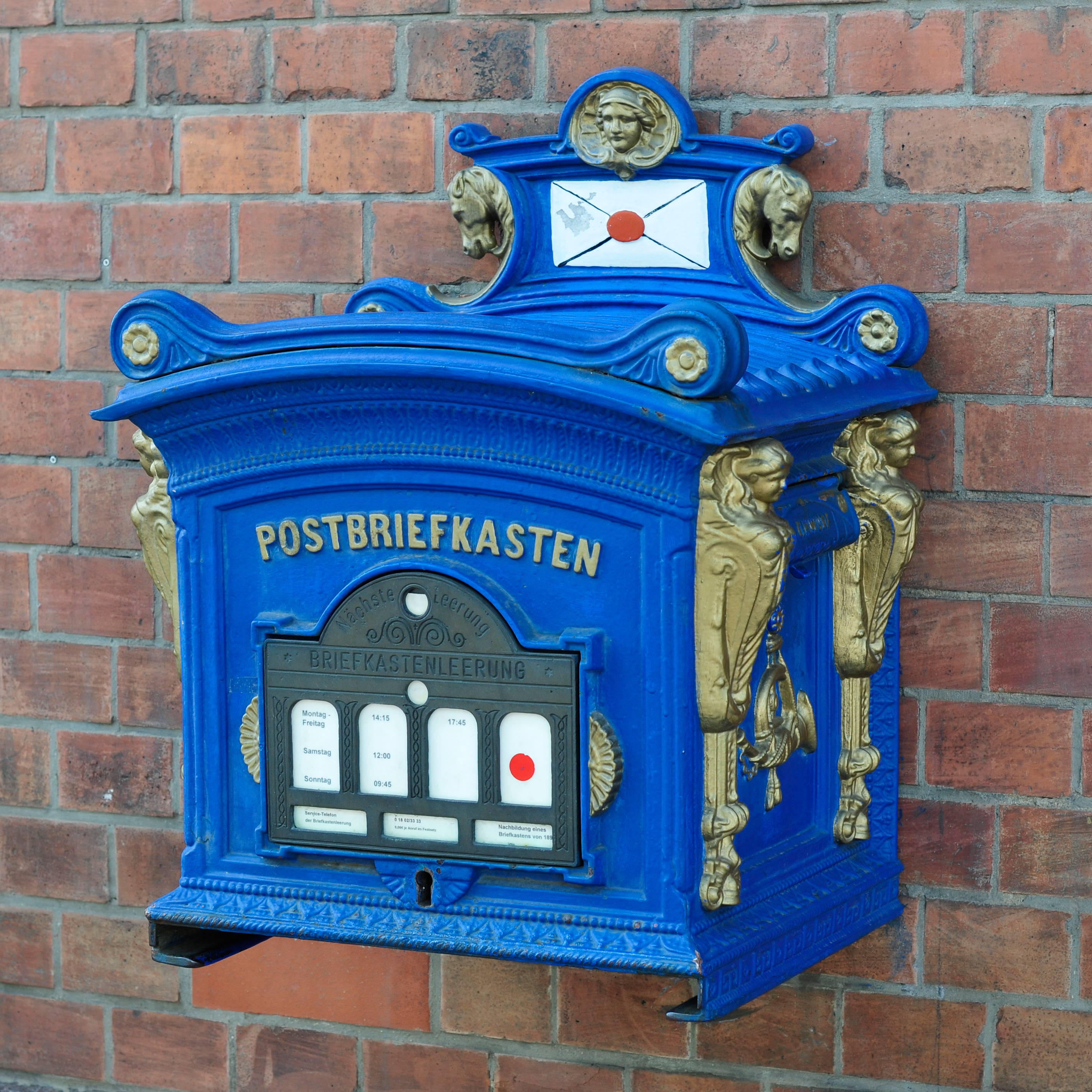
Nach 1890, Wandbriefkasten am Hauptpostamt in Eberswalde
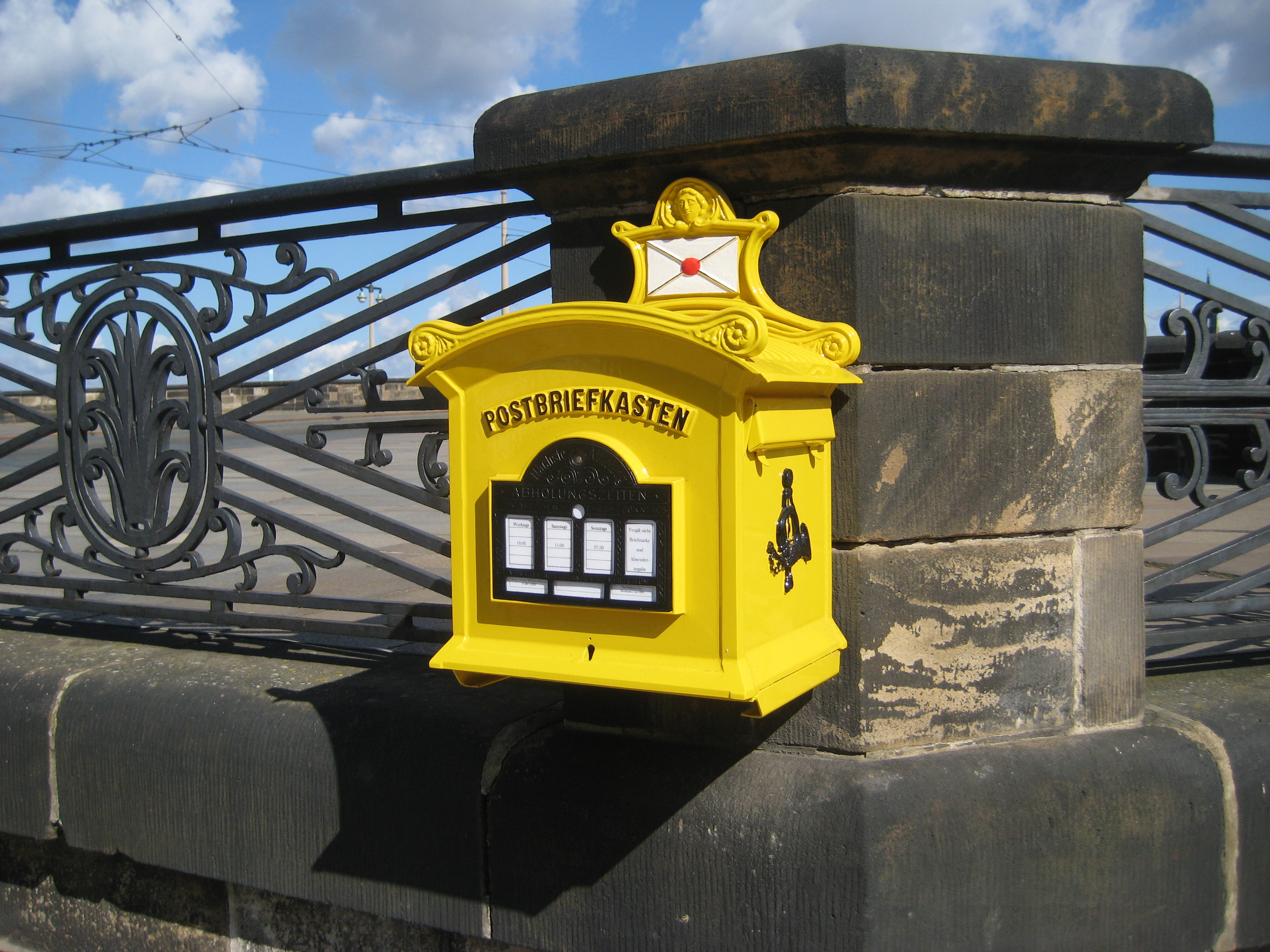
Wandbriefkasten an der Augustusbrücke in Dresden
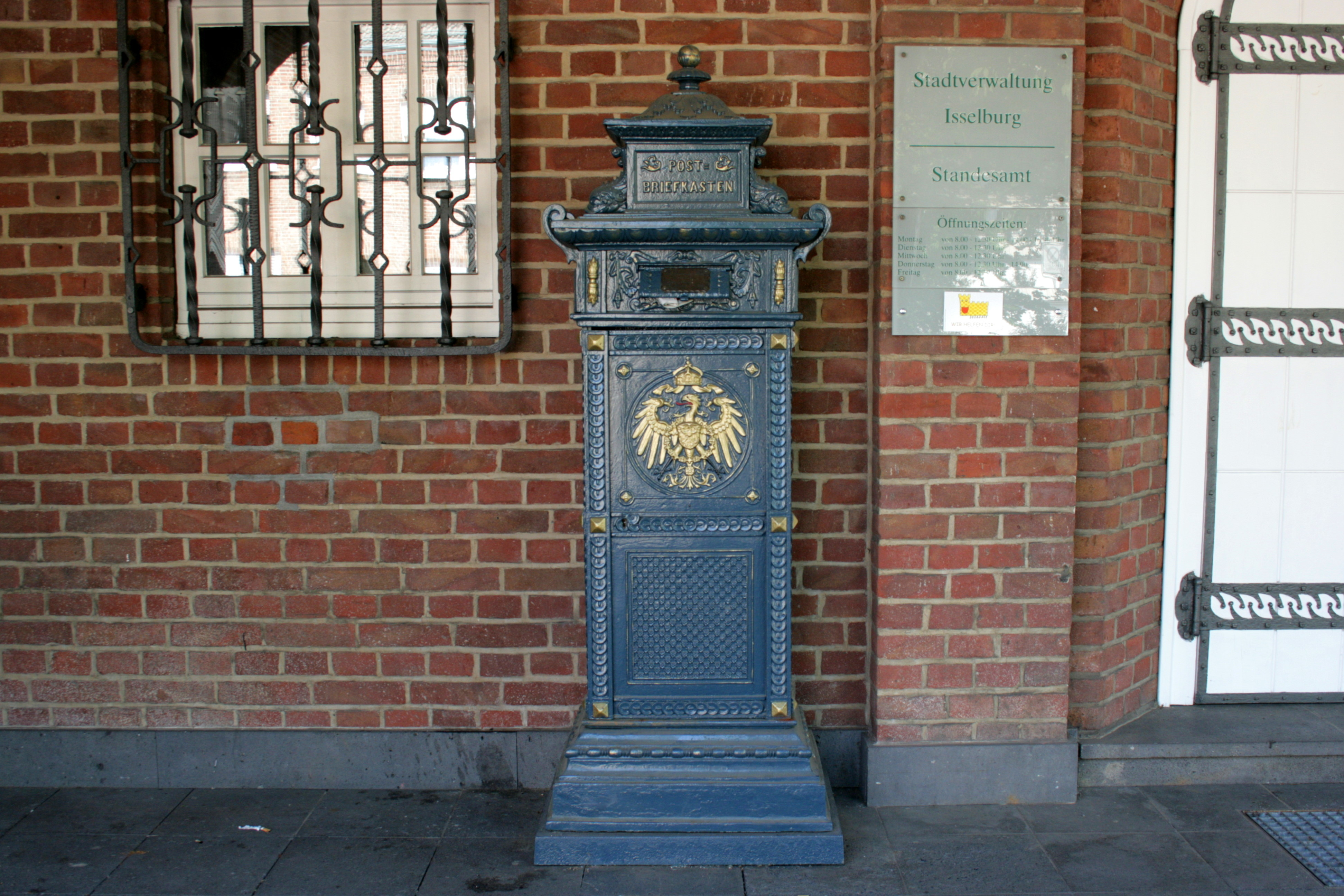
Um 1900, Säulenbriefkasten am Rathaus in Isselburg
Um 1899, Herstellung von gusseisernen Briefkästen in der Isselburger Hütte

Um 1910 kamen erste aus Stahlblech gefertigte Briefkästen in Gebrauch. Die Beschaffung sämtlicher Briefkästen im Reichspostgebiet lag Mitte der 1920er-Jahre bei der Oberpostdirektion (Berlin). Lieferant war Franz Kuppler aus Berlin-Weißensee. Dies lässt erste Bestrebungen zur Vereinheitlichung der in Deutschland eingesetzten Briefkästen erkennen.
Die ab 1930 ausschließlich aus Stahlblech bestehenden acht Einheitsmodelle (EB) wurden von der Deutschen Bundespost und der Deutschen Post der DDR weiter benutzt. Ab 1955 wurden in der DDR eigene Briefkästen aus Stahlblech gefertigt (statt der bisherigen 8 nur 5 Modelle mit eigener Bezeichnung von A bis F).
Einzelne vor der Entwicklung der Einheitsbriefkastenserie aus Stahlblech verwendete gusseiserne Modelle sind nur noch an historischen Stätten zu finden oder werden an unter Denkmalschutz stehenden Örtlichkeiten eingesetzt.
Nach 1950 gab es erste Überlegungen bei der Deutschen Bundespost, Kunststoff für die Fertigung von Briefkästen zu verwenden, aber bis 1952 wurden die alten Kästen weiter benutzt und ein neuntes Modell aus Stahlblech eingeführt. Eine erste Versuchsserie von 50 Briefkästen aus Kunststoff wurde 1956 in Dienst gestellt, die Serienherstellung begann 1960. Für die Erprobung und Beschaffung war das Posttechnische Zentralamt (PTZ) in Darmstadt zuständig. Die Einzelteile der Kunststoffbriefkästen werden aus postgelb eingefärbtem glasfaserverstärktem Polyesterharz gepresst und miteinander verklebt, vernietet oder verschraubt.
Die Deutsche Bundespost benutzte zuerst neun Briefkastenmodelle (Normbezeichnung „EB 1“ bis „EB 9“). Aus Gründen der Typenbeschränkung wurde die Zahl zunächst von neun auf sechs beschränkt, dann aber wieder um zwei Modelle erweitert.

### Stückzahlen
- 1828: 112 Briefkästen im preußischen Postgebiet (88 Postorte).
In Städten wie Berlin, Köln und Königsberg waren je zwei Briefkästen, in Aachen, Breslau, Düsseldorf, Elberfeld, Liegnitz, Potsdam und Stettin je ein Briefkasten aufgestellt. Zu den 153 Orten mit Postämtern, aber ohne Briefkasten, zählten unter anderem: Arnsberg, Bielefeld, Bromberg, Crefeld, Dortmund, Memel, Münster, Trier. General-Postmeister von Nagler regte an, eine größere Anzahl von Briefkästen zu installieren. Als Ergebnis wurden für Aachen und Koblenz je ein, für Elberfeld und Stettin je zwei Briefkästen neu geliefert. Für alle übrigen Orte wurde von den betreffenden Unterbehörden kein weiterer Bedarf gemeldet.[8]
- 1856: 4.809 Briefkästen in Preußen.
- 1873: 39.271 Briefkästen im Deutschen Reich.
Davon 30.665 bei der Reichspost, 5.543 in Bayern und 3.063 in Württemberg.
- 1880: 58.000 Briefkästen im Deutschen Reich.
- 1910: 153.000 Briefkästen im Deutschen Reich.
- 1978: 108.832 Briefkästen bei der Deutschen Bundespost in Westdeutschland mit West-Berlin.[16]
- 1984: 109.512 Briefkästen bei der Deutschen Bundespost in Westdeutschland mit West-Berlin.[16]
- 2003: 140.000 Briefkästen bei der Deutschen Post AG.[17]
- 2009: 108.000 Briefkästen bei der Deutschen Post AG.[18]
- 2012: 112.000 Briefkästen bei der Deutschen Post AG.
- 2015: 110.000 Briefkästen bei der Deutschen Post AG.
- 2020: 108.846 Briefkästen bei der Deutschen Post AG.[19]

### Farben

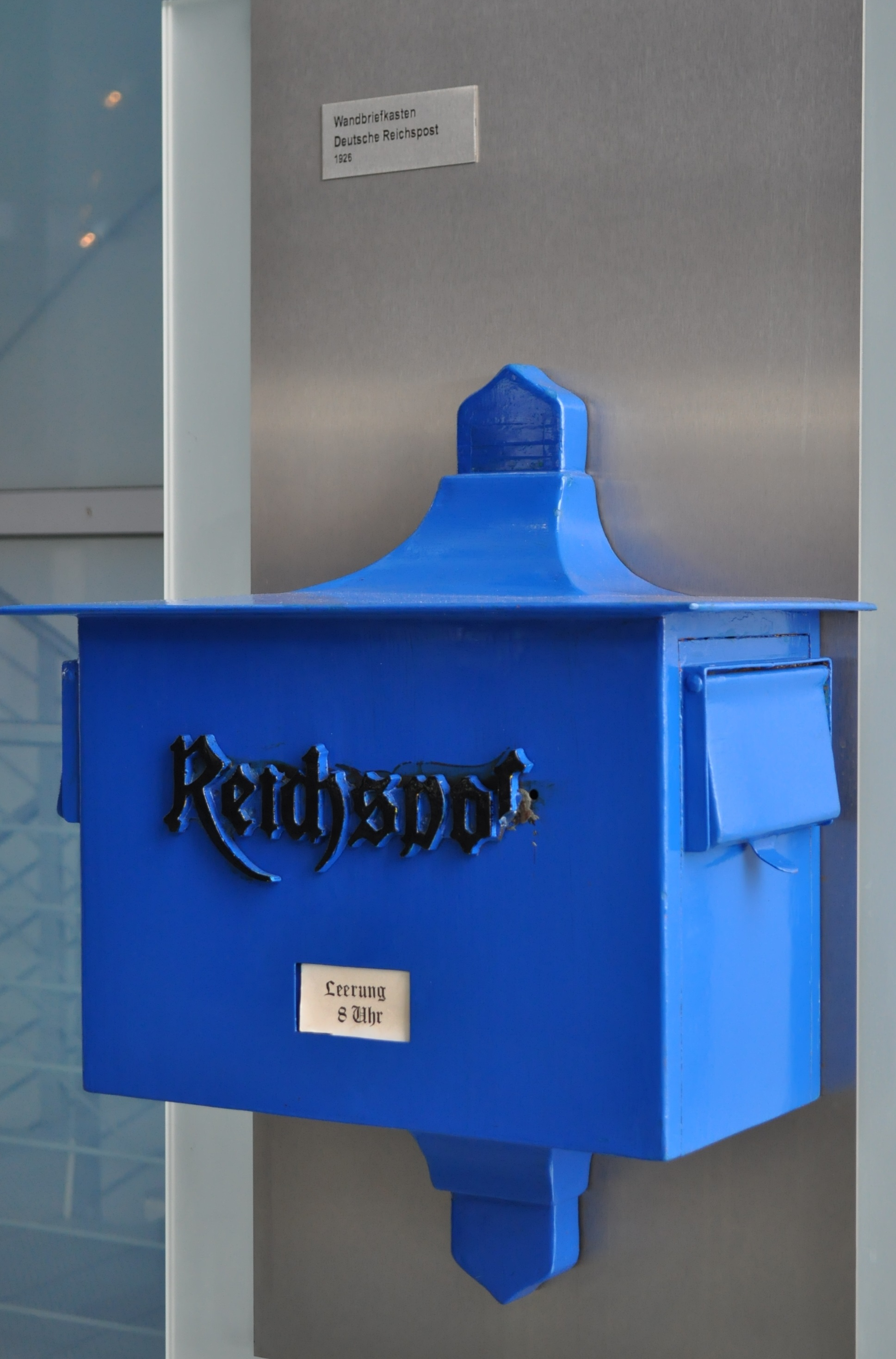
Wandbriefkasten Deutsche Reichspost 1926 in Blau

Bis 1871 waren bei den verschiedenen Postanstalten unterschiedliche Farben wie Weiß, Grau, Nussbaum, Grün, Bronze und Blau in verschiedenen Tönungen (für Preußen, Bayern und Hessen) zu finden. Ab 1872 wurden die Kästen der Reichspost (die für das Deutsche Reich ohne Bayern und Württemberg zuständig war) nach dem preußischen Beispiel blau gekennzeichnet. Württemberg schloss sich später an, nachdem bis dahin ein bronzegrüner Ton verwendet worden war. Bayern führte die Farbe Gelb für die Postkästen ein und behielt diese bis Mitte der 1920er-Jahre bei, erst danach wurden die Kästen blau. Nach der Machtübernahme der Nationalsozialisten wechselte die Farbe Ende Mai 1934 auf Rot (RAL Nr. 840 B2 Farbton Nr. 7, welche heute der RAL 3000 „Feuerrot“ entsprechen würde).
1946 wurde in allen Besatzungszonen auf gelbe Kästen umgestellt bzw. umlackiert und die Inschrift Reichspost entfernt. Die Deutsche Bundespost sowie die Deutsche Post der DDR blieben bei Gelb und brachten ihre Schriftzüge an. Nach der Postreform nutzt die Deutsche Post AG weiterhin gelbe Briefkästen. Private Postunternehmen setzen sich durch andere Farben ab.
Nachfolgend die verschiedenen Farbtöne der Deutschen Reichspost, Deutschen Bundespost und der Deutschen Post AG:
| Nummer   | Farbmuster | Name          | Verwendung |
| -------- | ---------- | ------------- | --- |
| RAL 3000 |            | Feuerrot      | Vorkriegs-RAL Nr. 840 B2 Farbton Nr. 7, welche heute der RAL 3000 „Feuerrot“ entsprechen würde. Ab Mai 1934 bis Mai 1945 |
| RAL 1005 |            | Honiggelb     | Deutsche Bundespost 1949 bis 1971                                                                                        |
| RAL 1007 |            | Narzissengelb | historisch als Postgelb bezeichnet                                                                                       |
| RAL 1021 |            | Rapsgelb      | Deutsche Bundespost 1972 bis 1980                                                                                        |
| RAL 1032 |            | Ginstergelb   | Deutsche Bundespost seit 1980, Deutsche Post AG seit 1998                                                                |
| RAL 5007 |            | Brillantblau  | Luftpostbriefkasten |
| RAL 6002 |            | Laubgrün      | Postscheckbriefkasten |
| RAL 7005 |            | Mausgrau      | Hausbriefkästen auf dem Lande                                                                                            |
| RAL 9005 |            | Tiefschwarz   | Schriftfarbe bzw. Posthorn                                                                                               |

### Privatpost-Briefkästen

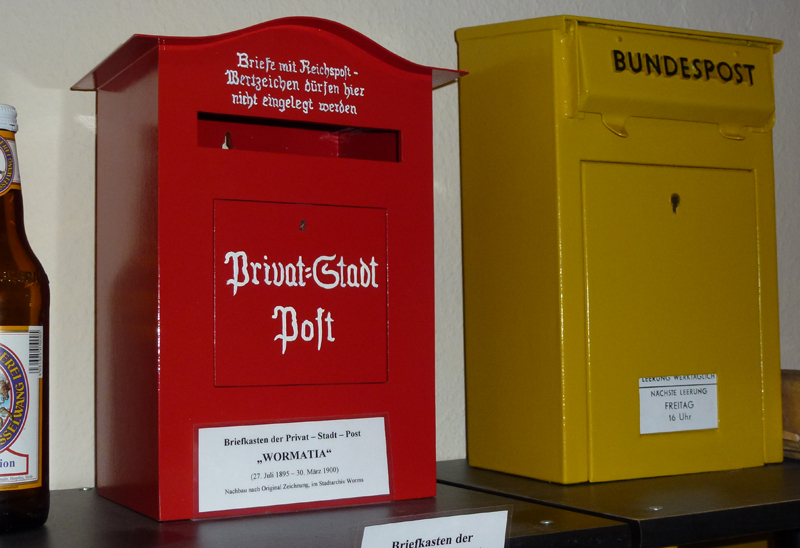
Links: Briefkasten der Privat-Stadt-Post „Wormatia“ in Worms, die zwischen Juli 1895 und März 1900 bestand

Briefkästen von privaten Postunternehmen gab es schon zu Zeiten des Deutschen Reiches, damals allerdings auf das jeweilige Stadtgebiet beschränkt. Seit der Privatisierung und Liberalisierung im Postwesen können seit den 2000er-Jahren wieder private Postunternehmen tätig werden. Meist sind diese dann allerdings nur in einigen Regionen aktiv und nicht im kompletten Bundesgebiet. Eine besondere Variante ist dabei in Bremen zu finden, wo der örtliche Anbieter Citipost Bremen Briefkästen an Bord der Straßenbahnen installiert hat.

## Unterteilung bei der Deutschen Post AG nach Anwendung
Neben dem häufigsten, vorwiegend an einer Wand montierten Briefkasten gibt es den hohen, auf dem Boden stehenden sogenannten Säulenbriefkasten.
Beim Wandbriefkasten wird in Stadt- und Landbriefkasten unterteilt. Diese nicht selbsterklärenden postamtlichen Bezeichnungen unterscheiden das früher vorwiegend in Städten aufgehängte Modell mit Leerung durch eine Bodenklappe von dem früher vorwiegend in Landgemeinden aufgehängten oder aufgestellten Modell mit seitlicher Leerung.
Sowohl von Wand- als auch von Säulenbriefkästen gibt es Doppelbriefkästen mit getrenntem Einwurf für Orts- und Fernpost. Bei all diesen Modellen ist jedoch die Höhe des Einwurfschlitzes zu gering, um alle zugelassenen Briefmaße (z. B. eines Maxibriefs) aufzunehmen.

### Stadtbriefkasten

Stadtbriefkästen
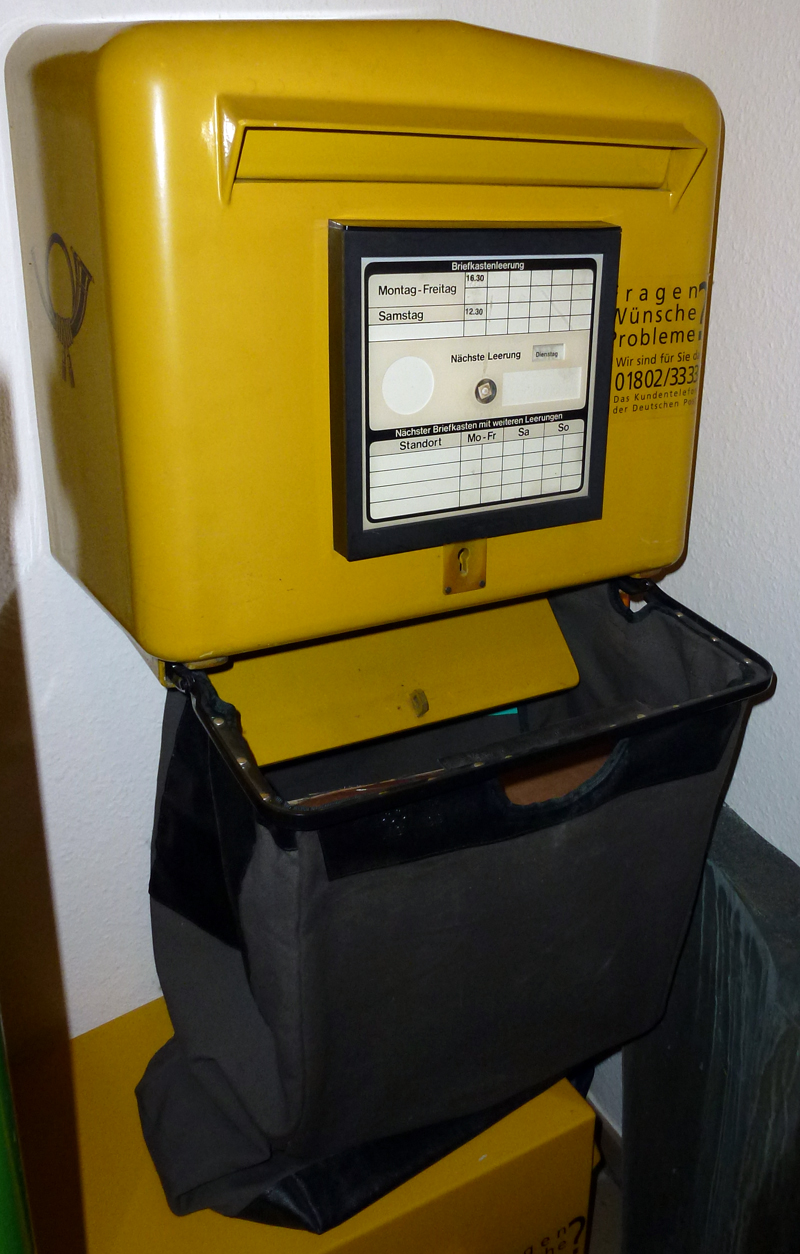
Mit geöffneter Entleerungsklappe, darunter Sammeltasche
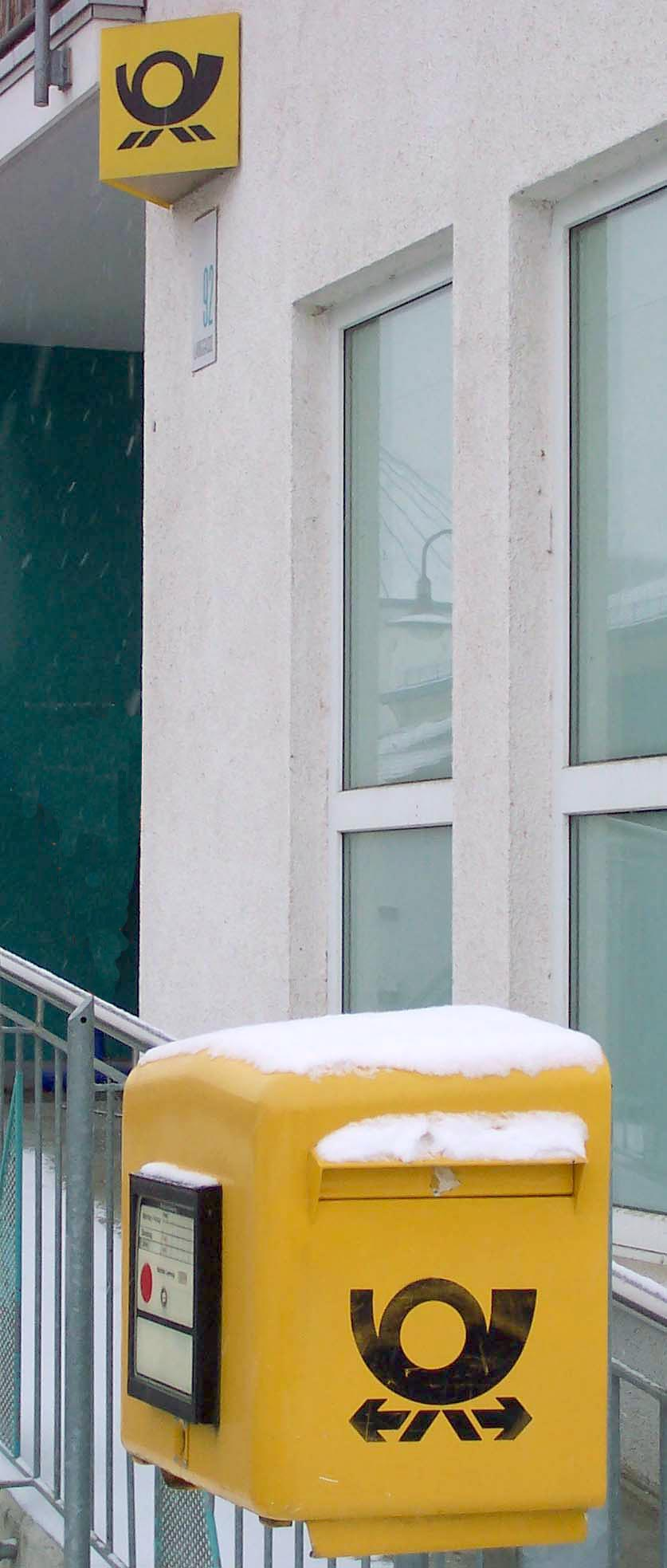
Mit seitlichen Einwurfklappen
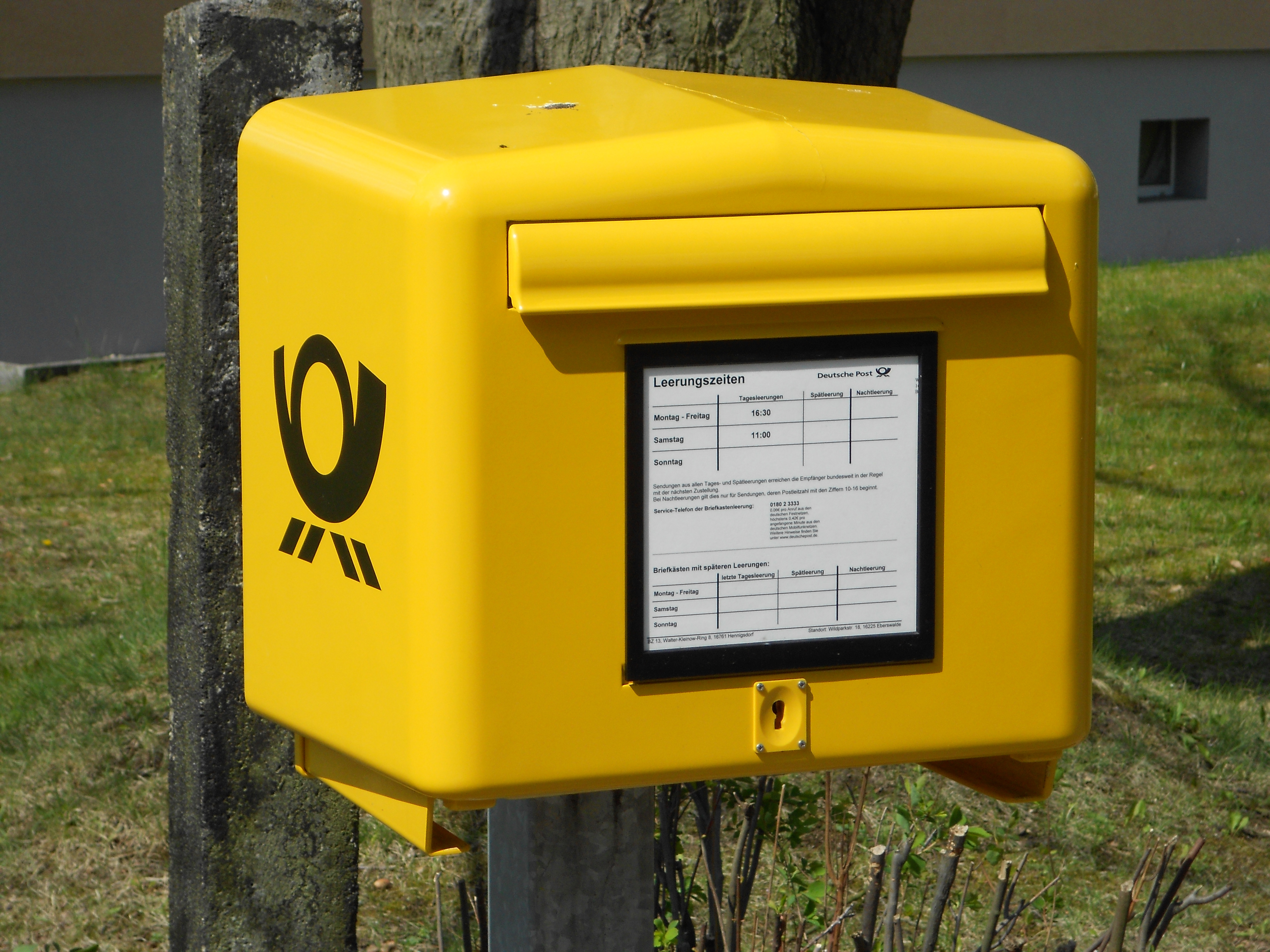
Mit vorderer Einwurfklappe (Variante: Lidschlag), unten Schienen für die Sammeltasche

Stadtbriefkästen werden an Wänden oder Haltesäulen befestigt. Sie sind für die Leerung mit einer Briefsammeltasche vorgesehen und hierfür an der Unterseite mit zwei Schienen zum Einführen der Tasche und mit einer Bodenklappe ausgestattet. Nachdem die Briefsammeltasche in die Schienen eingeführt ist, wird das Schloss der mit Scharnieren am Kasten befestigten Bodenklappe geöffnet, sodass die Klappe senkrecht nach unten fällt. Die in die Briefkästen eingelegten Sendungen gleiten dann in die Briefsammeltasche. Stadtbriefkästen sind mit dem Leerungsanzeiger nach PTZ-Norm 1342.78 ausgestattet und durch zwei seitlich angebrachte Posthörner gekennzeichnet. Briefkästen Typ EB 3 und EB 4 K haben zwei seitliche Briefeinwürfe, Briefkästen Typ EB 6 K einen an der Vorderwand angebrachten Briefeinwurf.
- Briefkästen Typ EB 3 werden in Städten nur dort angebracht, wo der Postanfall so groß ist, dass EB 4 K zur Aufnahme der Sendungen nicht ausreichen und ein Säulenbriefkasten nicht aufgestellt werden kann.
- Briefkästen Typ EB 4 K wurden allgemein in Städten angebracht.
- Briefkästen Typ EB 6 K wurden vornehmlich in Altstadtgebieten, in kleineren Städten und Stadtrandgebieten eingesetzt, wenn die Breite des Gehsteiges so gering war, dass durch den Einsatz von EB 4 K Fußgänger behindert werden konnten oder der Postanfall nur gering war.[26]

In den 1970er-Jahren wurde überlegt, die Typenanzahl zu reduzieren; der EB 14 sollte EB 4 K und EB 6 K ablösen.

### Landbriefkasten

Landbriefkästen
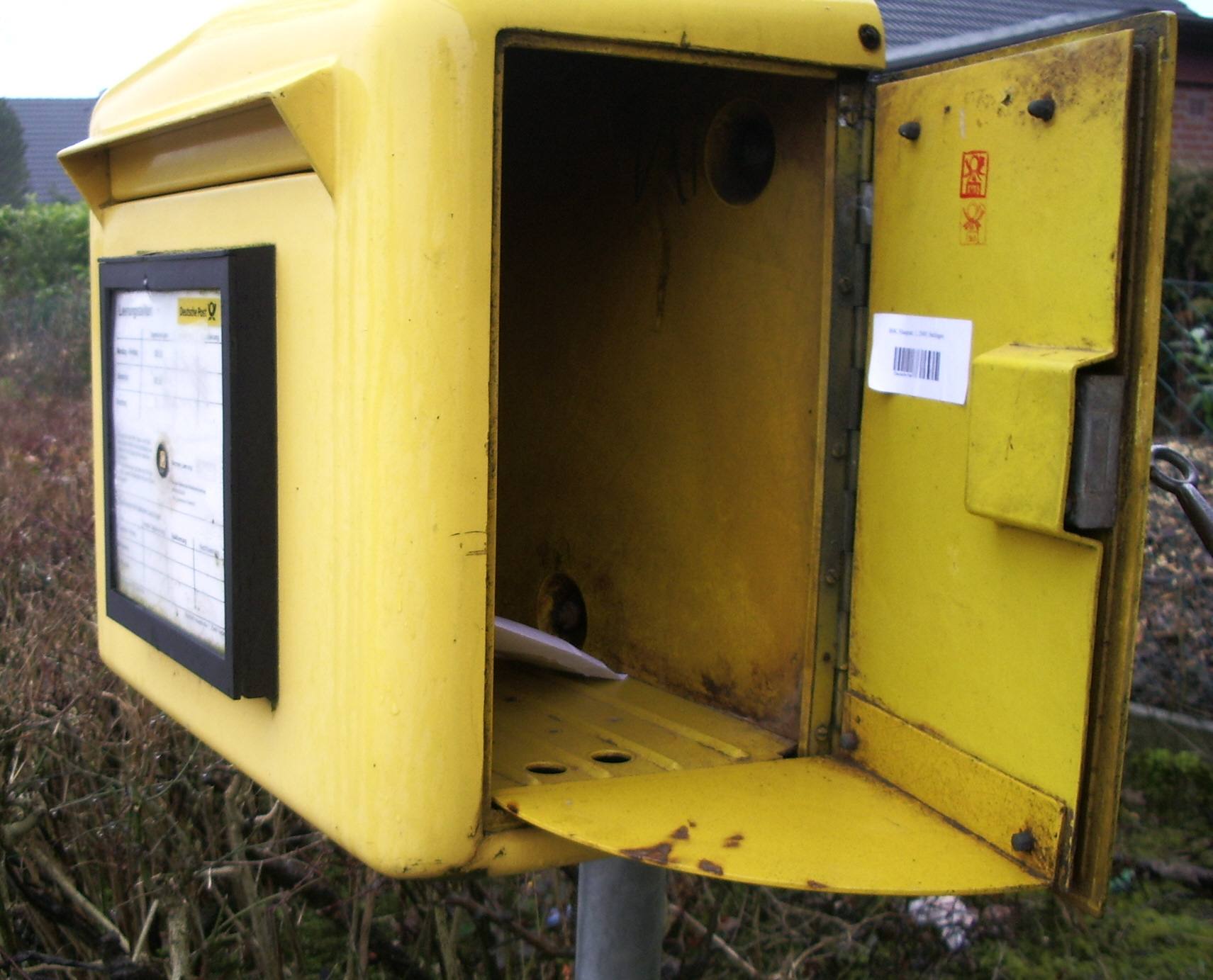
Mit seitlicher Öffnung
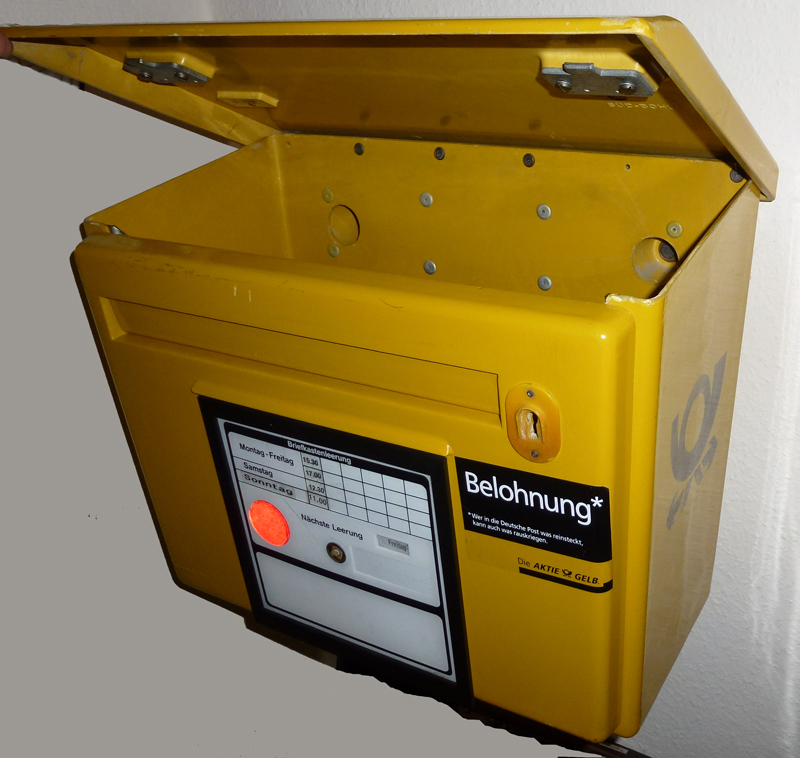
Leerung durch das Briefkastendach.

Landbriefkästen werden an Wänden oder Haltesäulen befestigt. Bei der Leerung müssen die Sendungen händisch aus dem Kasten herausgenommen werden. Briefkästen Typ EB 7 K und EB 8 K haben hierzu eine seitlich angebrachte Tür, Briefkästen Typ EB 9 haben eine nach vorn fallende Klappe an der Vorderwand.
Typ EB 7 K sind mit dem Leerungsanzeiger nach PTZ-Norm 1342.78, EB 8 K und EB 9 mit einer Einsteckvorrichtung für Leerungsschilder nach PTZ-Norm 1342.79 ausgestattet. Briefkästen Typ EB 7 K sind durch zwei seitlich befindliche Posthörner, Typ EB 8 K und EB 9 durch ein an der Vorderseite befindliches Posthorn gekennzeichnet. Landbriefkästen verfügen über einen an der Vorderwand befindlichen Briefeinwurfschlitz.
Landbriefkästen werden in der Hauptsache in Landgemeinden und Stadtrandgebieten eingesetzt, wenn die Leerung von Hand und nicht mit Briefsammeltasche durchgeführt wird. Wird die Leerung nicht öfter als einmal täglich durchgeführt, werden Briefkästen vom Typ EB 8 K, bei nur geringem Postanfall EB 9 angebracht. Briefkästen EB 7 K werden nur dort eingesetzt, wo mehr als einmal täglich geleert wird.
Für die Landbriefkästen EB9 ab den 1970er-Jahren war die Leerung von Hand durch Öffnen des Deckels (Briefkastendach) vorgesehen. Sie sind mit einer abnehmbaren und austauschbaren Frontplatte ausgestattet; die Frontplatte nimmt Briefeinwurf und Leerungsanzeiger beziehungsweise beim Typ „Hausbriefkästen auf dem Lande“ EB 101 den Einlageanzeiger auf; sie besitzt außerdem eine Möglichkeit zur Angabe sämtlicher Leerungszeiten und zum Anbringen von Werbetexten (zum Beispiel: Postleitzahlwerbung) beziehungsweise des Namenschildes beim „Hausbriefkästen auf dem Lande“. Die Typen EB 17 (Ablösung für EB 7 K und EB 6 K) und 18 (für EB 8 K und EB 9) haben zwei seitlich angebrachte Posthörner. EB 17 erhalten einen Leerungsanzeiger, EB 18 eine Drehscheibe. Die Drehscheibe ist mit entsprechender Kennzeichnung gleichzeitig der Einlageanzeiger beim „Hausbriefkästen auf dem Lande“ EB 101 (für EB 100 K), diese wurden mit besonderen Schlössern mit Hauptschließungen ausgestattet.

### Säulenbriefkasten

Säulenbriefkästen
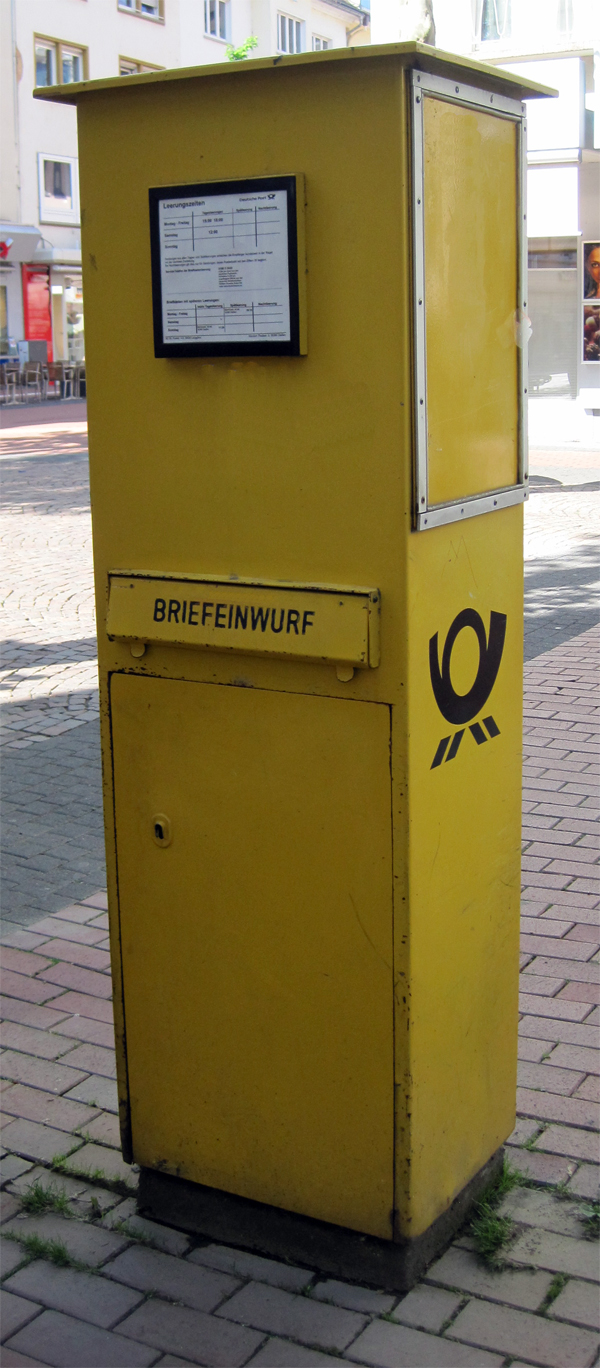
Oberer Teil für Wertzeichengeber reserviert (innerhalb des grauen Rahmens)
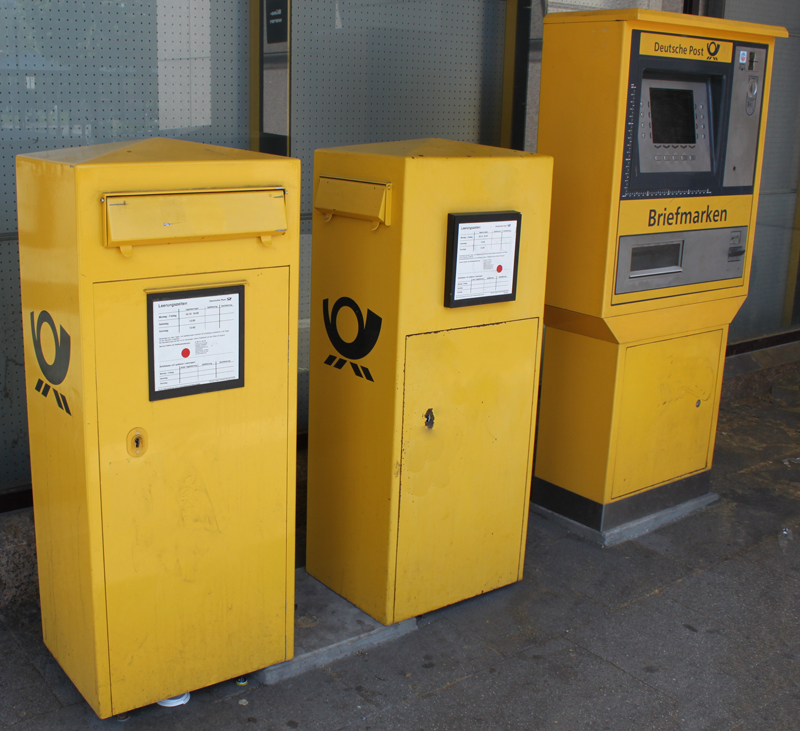
Briefeinwurf an der Vorderwand (links) oder seitlich (Mitte), rechts ein Briefmarkenautomat
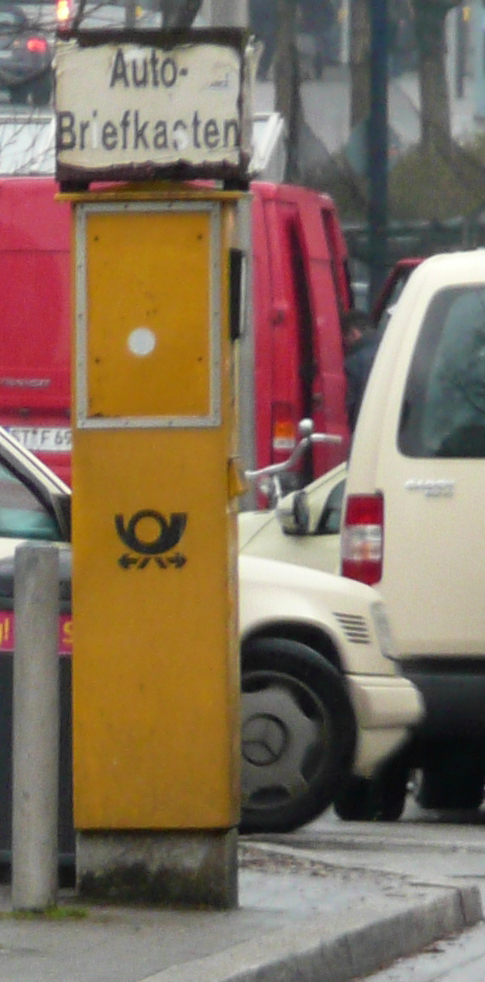
Autobriefkasten, oberer Teil für Wertzeichengeber oder Postreklame reserviert

Säulenbriefkästen werden auf einem in den Erdboden eingelassenen Sockel montiert. In der Säule unter dem Briefkasten befindet sich eine Briefsammeltasche (Posttasche), in die die Briefe fallen und die bei Leerungen gegen eine leere Tasche ausgewechselt wird. Die Briefkästen sind mit dem Leerungsanzeiger nach PTZ-Norm 1342.78 ausgestattet und mit zwei seitlich angebrachten Posthörnern gekennzeichnet.
Briefkästen Typ EB 1 Wzg (Wertzeichengeber) können mit zwei Münzautomaten bestückt werden. Sie verfügen über einen an der Vorderwand befindlichen Briefeinwurfschlitz. Briefkästen Typ EB 2 haben zwei seitlich angebrachte Briefeinwurfschlitze.
Säulenbriefkästen werden innerhalb von Städten dort aufgestellt, wo der Postanfall so groß ist, dass Stadtbriefkästen zur Aufnahme der Sendungen nicht ausreichen, zum Beispiel an Postämtern bzw. heute an Postfilialen, Bahnhöfen und an verkehrsreichen Plätzen.

### Orts-Fern-Briefkasten

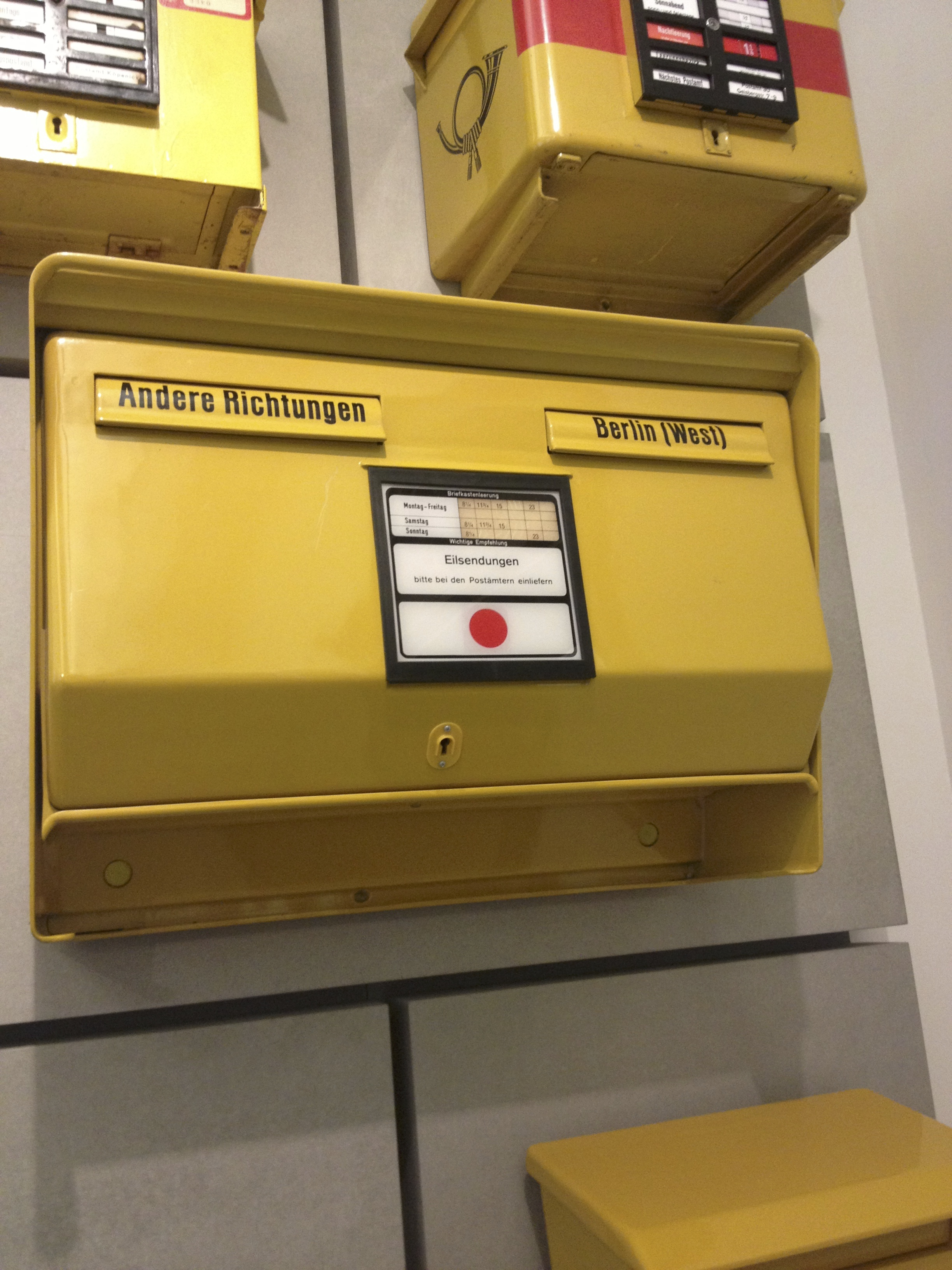
Orts-Fern-Briefkasten aus West-Berlin (vor der Wiedervereinigung): „Andere Richtungen“ / „Berlin (West)“. Heute im Museum für Kommunikation Berlin.

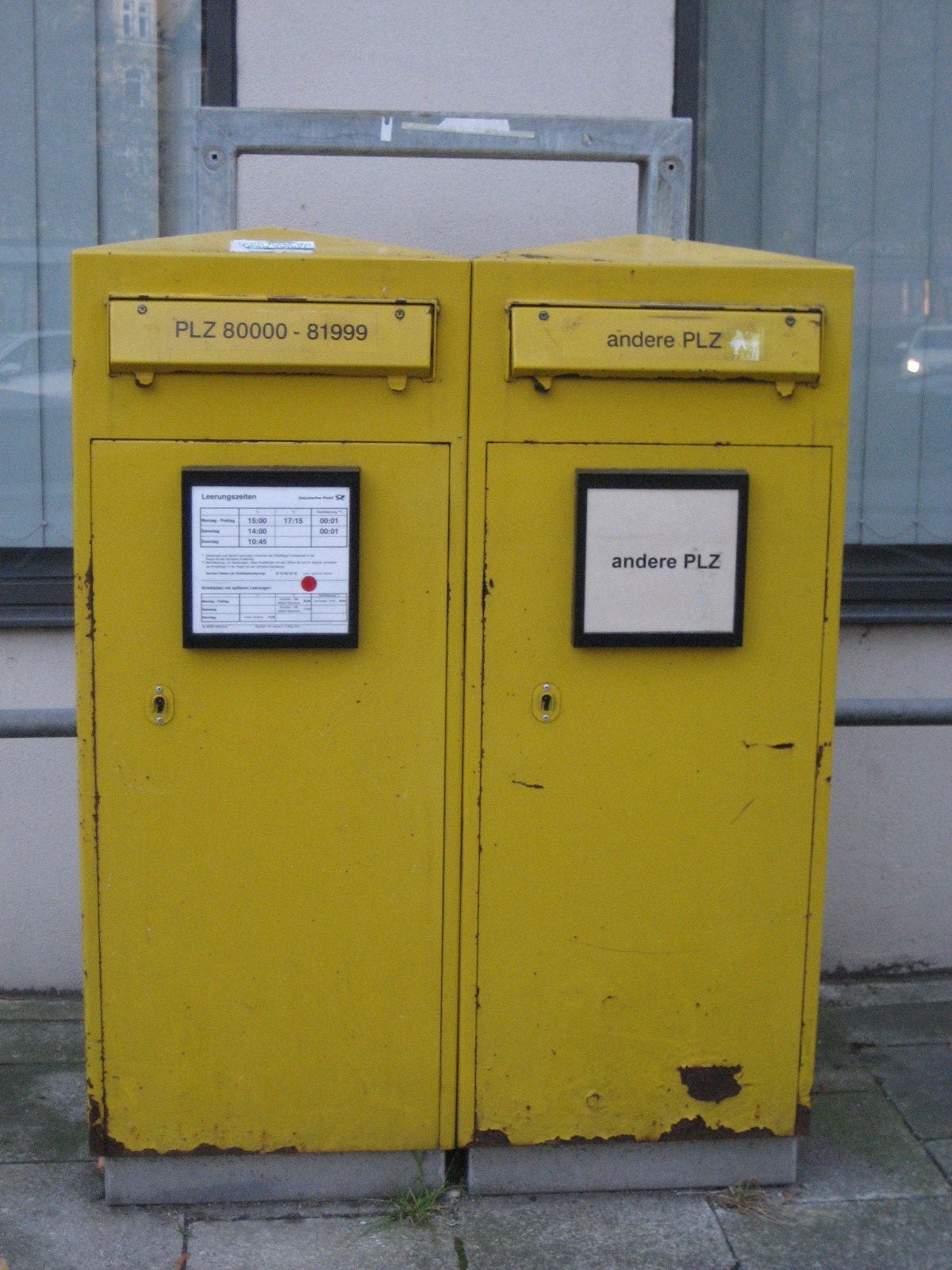
Zwei Säulenbriefkästen in München mit der Auswahl für „PLZ 80000–81999“ sowie „andere PLZ“

Diese Briefkästen werden an Wänden oder Haltesäulen befestigt. Sie sind mit zwei nebeneinander liegenden Briefeinwürfen ausgestattet, die jeweils für den Einwurf von Ortssendungen bzw. Fernsendungen vorgesehen und als solche besonders gekennzeichnet werden. In den Briefkästen befindet sich eine Trennwand. Die Leerung erfolgt mit einer Briefsammeltasche, die mit einer Trennwand versehen ist. Sie sind mit einem Leerungsanzeiger nach PTZ-Norm 1342.78 ausgestattet und durch Posthörner gekennzeichnet.
Bereits um die Jahrhundertwende vom 19. auf das 20. Jahrhundert wurden in Berlin „Doppelbriefkästen“ getestet. Nachdem anfänglich zwei Doppelbriefkästen am Zentralpostgebäude (Leipziger Straße und Mauerstraße) angebracht wurden und längere Zeit im Betrieb erprobt waren, sind seit Mitte 1902 noch weitere Kästen dieser Art, vornehmlich als Posthausbriefkasten bei Postämtern aufgestellt worden, so dass neun Stück im Gebrauch waren. Zur besseren Unterscheidung hatte die Abteilung für Ortsbriefe einen gelben und für die Fernbriefe einen blauen Anstrich (Teilweise widersprechen sich die Angaben in der DVZ hierzu. Einmal ist auch von der umgekehrten Farbgebung die Rede), außerdem trugen die an der Vorderseite angebrachten Einwurfklappen die Aufschriften „Für den Ort“ und „Nach außerhalb“. Die Fehlsortierungen haben bis 1902 zwischen 3 und 17 %, im Durchschnitt etwa 9 % betragen. Die Post sah dennoch ein befriedigendes Ergebnis (zum Vergleich: In der City of London hat nach dem letzten damaligen Jahresbericht des britischen Generalpostmeisters die Zahl der unrichtig eingelegten Sendung 10 % betragen). Den geringsten Prozentsatz solch eingelegter Briefsendungen weist ein fast ausschließlich von Einzelanlieferern benutzter Straßenbriefkasten auf, während der Prozentsatz bei den in lebhafter Geschäftsgegend befindlichen, stark in Anspruch genommenen Briefkasten wesentlich höher ist. Ein weiterer Test wurde ab 1. April 1903 beim Postamt Berlin 12 in der Zimmerstraße ein besonderer Leerungsbezirk gebildet, in dem ausschließlich zweiteilige Briefkästen verwendet werden. Dieser Bezirk umfasst die fünf Briefkästen an den Häusern Zimmerstraße 1, 16/17, 81a, 90/91 und Wilhelmstraße 92/93. Die neu aufgestellten Doppelbriefkästen, bei denen die Einwurföffnungen an der Vorderseite angebracht waren, haben zwei Leerungsvorrichtungen; zu ihrer Leerung werden für jede Abteilung getrennte Sammelsäcke verwendet. Für jede Abteilung war ein besonderer Leerungsanzeiger mit Drehscheibe angebracht, um die Möglichkeit zu wahren, in geeigneten Fällen abweichende Leerungszeiten für Orts- und Fernsendungen zu bestimmen. Eine 1905 vorgenommene Zählung hat ergeben, dass unter 1662 Sendungen, die durch die Abteilung für Ortsbriefe eingeliefert waren, sich 486 Stück oder 29,2 % Sendungen nach außerhalb und unter 2361 Sendungen aus der Abteilung für „außerhalb“ 323 oder 13,7 % Ortssendungen befanden. Dadurch ging der erhoffte Vorteil einer schnellen Bearbeitung der Korrespondenz und der Verkürzung der Schlusszeiten verloren, es ergaben sich im Gegenteil aus der falschen Sortierung zusätzliche Unzuträglichkeiten für den Betrieb. Da unter diesen Umständen auch von einer weiteren Fortsetzung der Versuche ein nennenswerter Erfolg nicht zu erwarten war, wurden die zweiteiligen Briefkästen bei geeigneter Gelegenheit zurückgezogen und durch Briefkästen gewöhnlicher Art ersetzt.

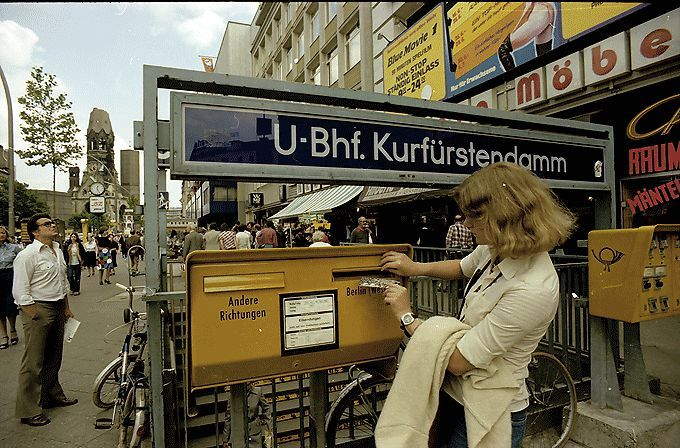
Frau legt eine Postsendung in den für Berlin (West) bestimmten Teil des Orts-Fern-Briefkastens am U-Bahnhof Kurfürstendamm ein (1978)

Der erneute Einsatz erfolgte erst nach den beiden Weltkriegen 1969 in Osnabrück sowie ab 1972 in West-Berlin („1000 Berlin (West)“ und „Andere Orte“) bis Mitte der 1970er-Jahre. Bereits um 1956 gab es nur an Verkehrsbrennpunkten in Großstädten vereinzelt Orts-Fern-Briefkästen. 1972 folgte ein Modell aus Kunststoff (EB 13). Mitte der 1980er wurden die geteilten Briefkästen auch in Frankfurt am Main eingeführt. Dort galt die Besonderheit, dass Sendungen, die im „Ortsteil“ eines Briefkasten vor einem Zustellpostamt bis gegen 5 Uhr eingeworfen wurden, innerhalb der Stadt im Regelfall noch am selben Tag zugestellt wurden.
In Ost-Berlin wurden dafür 1977 zwei Säulenbriefkästen aus Stahlblech verwendet. Der Kasten für den Fernverkehr hatte unterhalb des Leerungsanzeigers einen 40 mm breiten roten Streifen, der für den Ortsverkehr einen ebenso breiten grünen Streifen.
In der damaligen Inselstadt West-Berlin war der Einsatz sehr hilfreich, da es vom 1. März 1963 bis 3. Oktober 1990 ein ermäßigtes Porto für Postkarten und Briefe „im Ortsverkehr“, also innerhalb von Gesamt-Berlin, gab. Diese Portostufe war in der Bundesrepublik schon am 1. März 1963 abgeschafft worden.
Durch die modernen Verteilanlagen in den Briefzentren ist der Einsatz von Orts-Fern-Briefkästen eigentlich nicht mehr notwendig, dennoch gibt es sie immer noch zum Beispiel in Berlin, München und Wuppertal. Wobei bei den Berliner Orts-Fern-Briefkästen die umliegende Postleitregionen 14, 15 und 16 in Brandenburg dazu zählen. In anderen Städten wie beispielsweise Frankfurt am Main und Stuttgart findet man ebenfalls Orts-Fern-Briefkästen, diese tragen aber keine Hinweise auf eine Vorsortierung und werden daher als normale Postbriefkästen benutzt.

Orts-Fern-Briefkasten in:
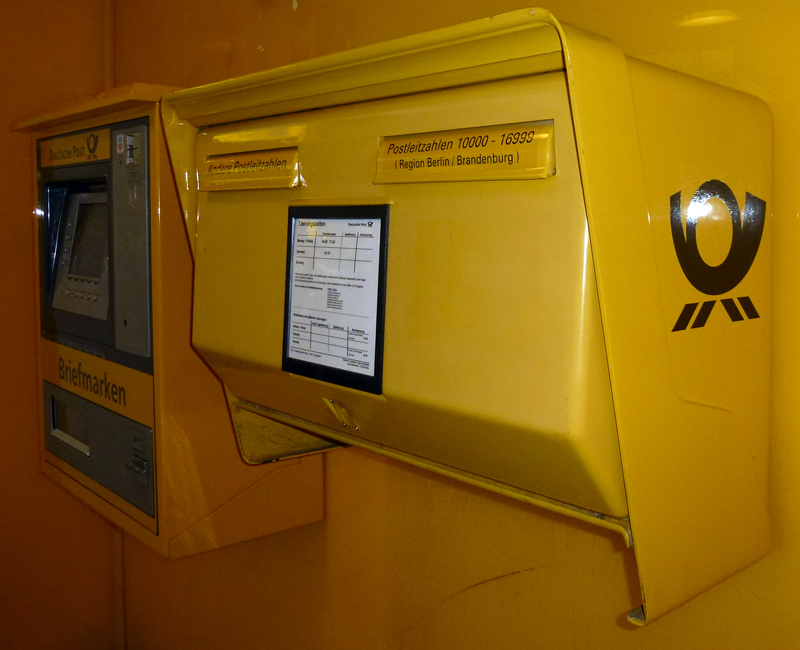
Berlin: „Andere Postleitzahlen“ / „Postleitzahlen 10000–16999 (Region Berlin / Brandenburg)“
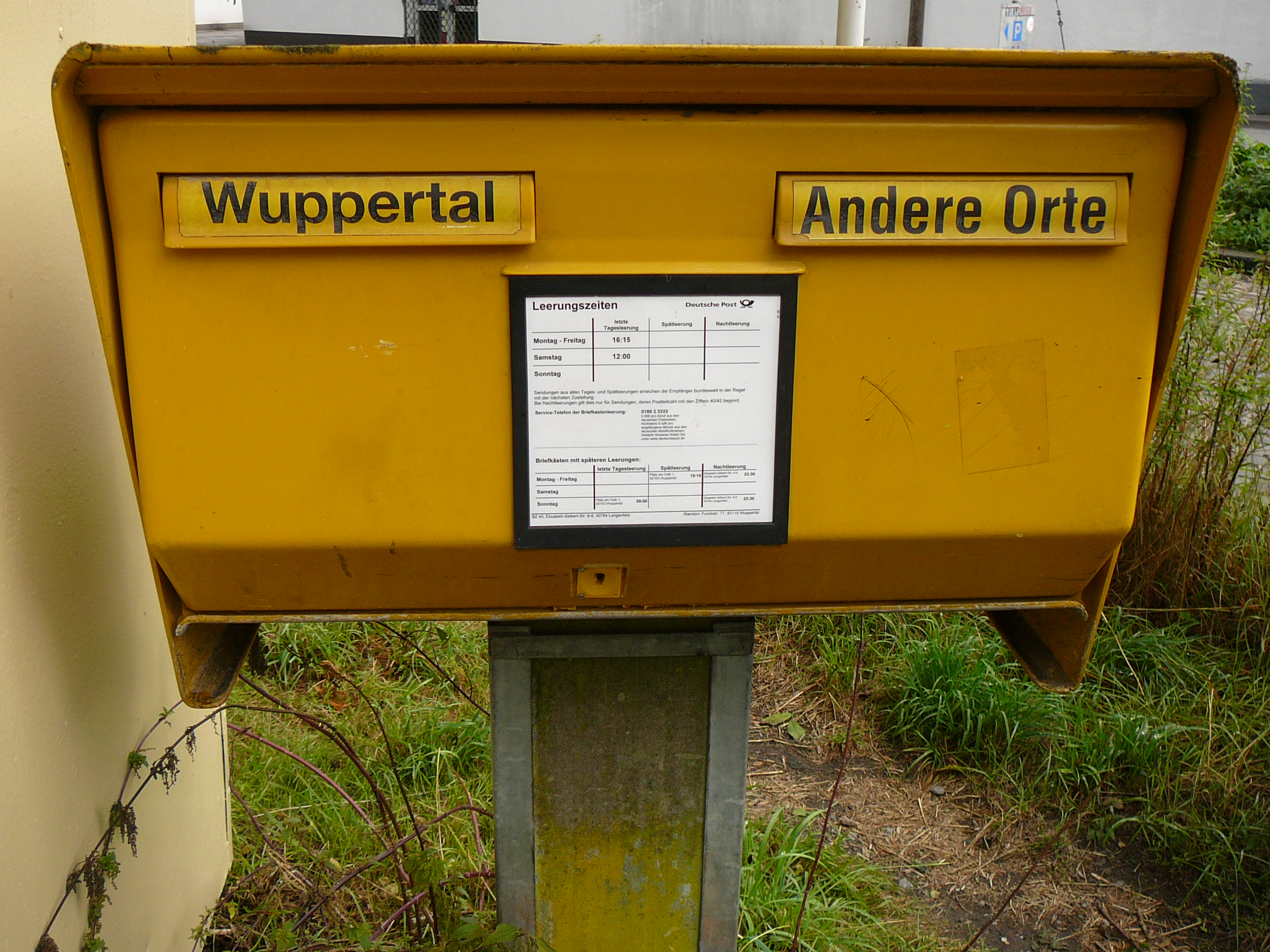
Wuppertal: „Wuppertal“ / „Andere Orte“
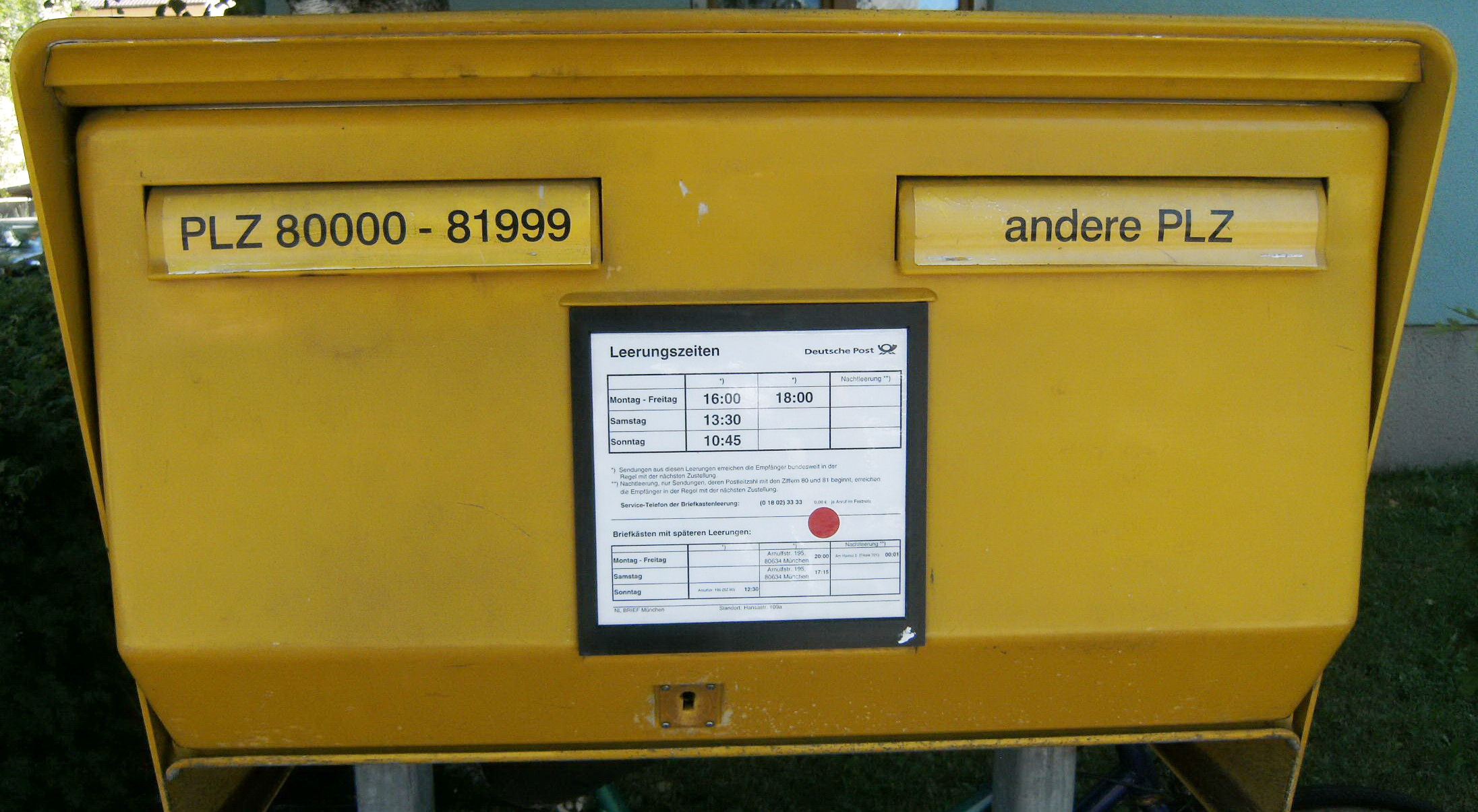
München: „PLZ 80000–81999“ / „andere PLZ“
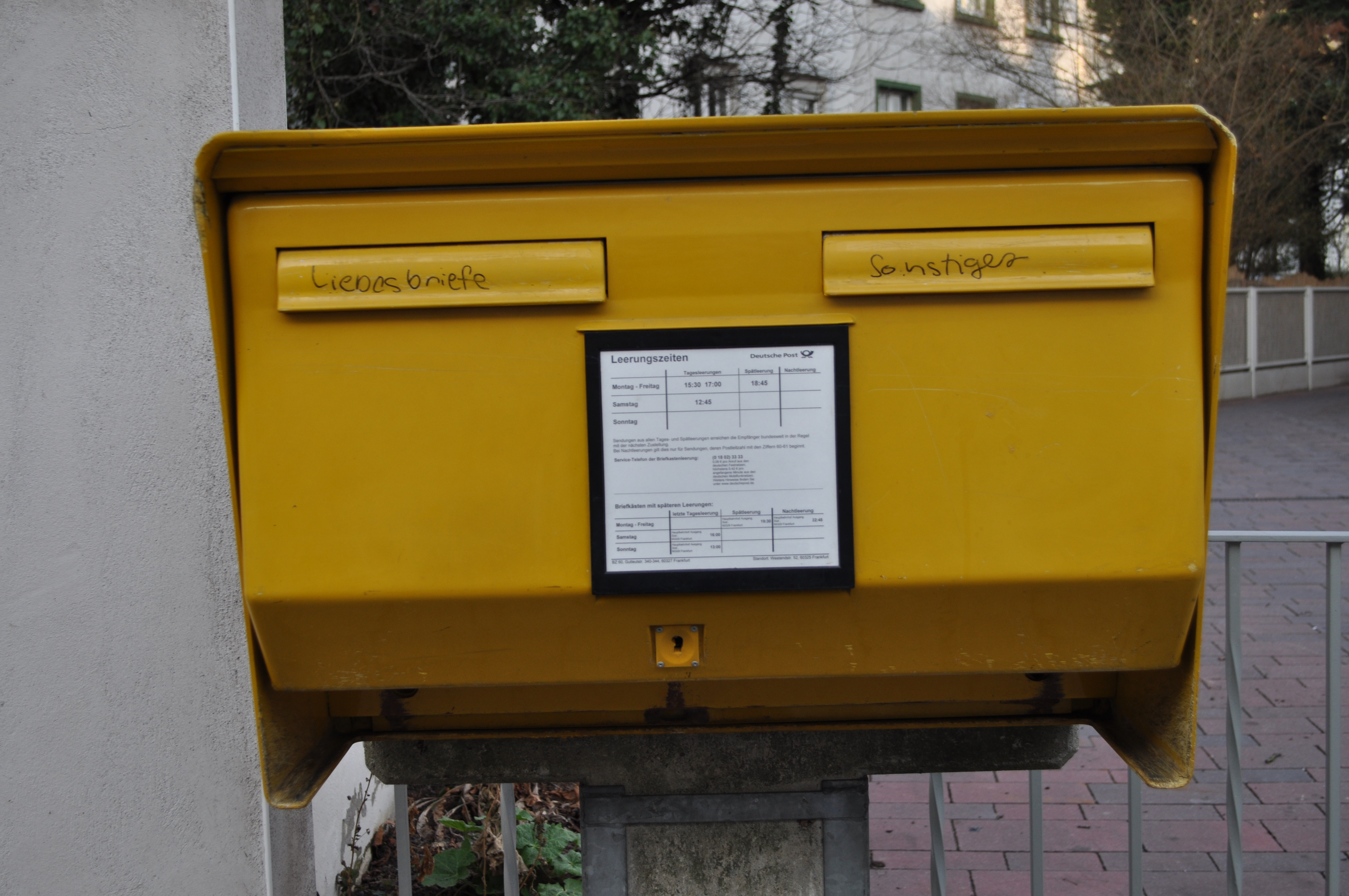
Frankfurt am Main: ohne Hinweis auf eine Vorsortierung

## Besondere Briefkästen

### Luftpostbriefkasten

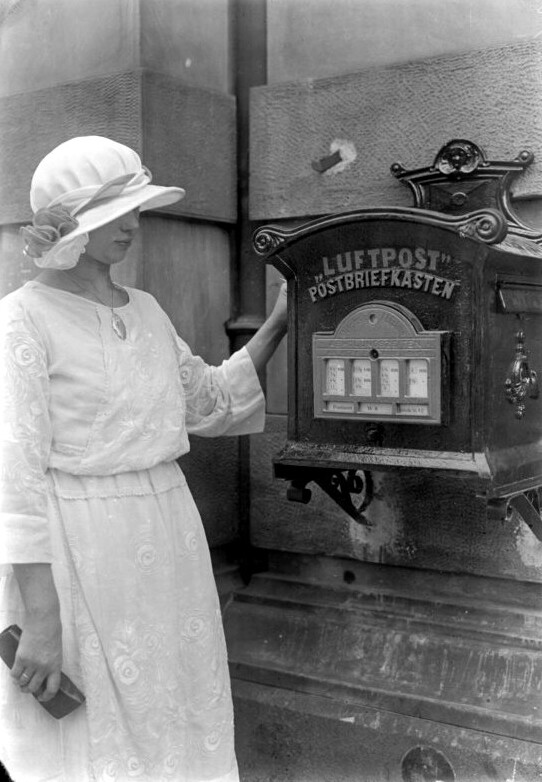
Der erste Luftpost-Briefkasten (Berlin, 1923)
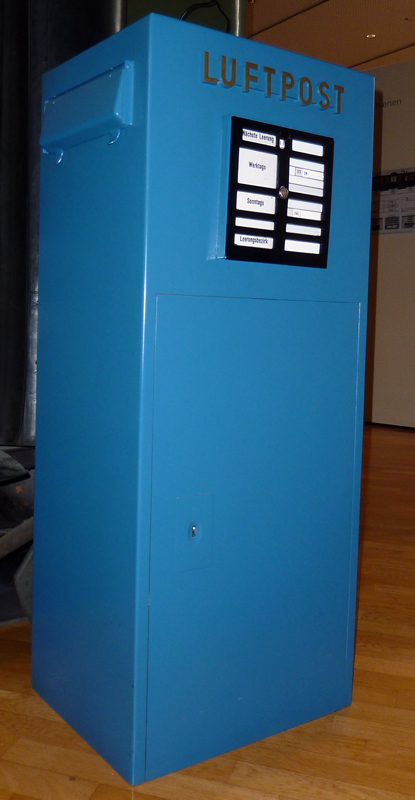
Luftpostsäulenbriefkasten, Kennzeichen: blaue Farbe
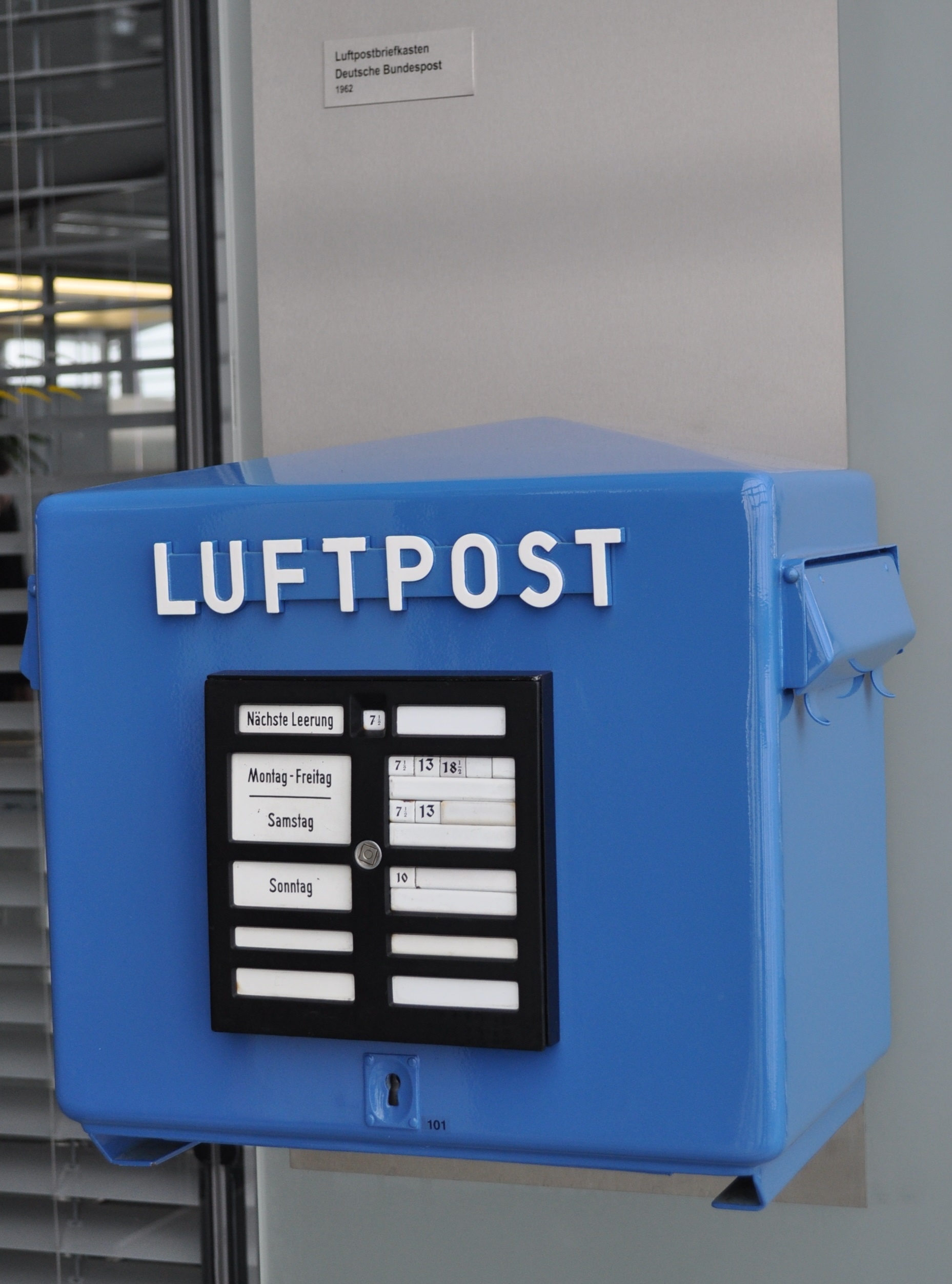
Luftpost-Stadtbriefkasten 1962

Als „Luftpostbriefkästen“ wurden Stahlblechbriefkästen der Typen EB2, EB3, EB5 und EB6 eingesetzt. Ihre vorgeschriebene Farbe war zwischen 1923 und 1938 gelb (Ausnahme Bayern: dort blau), anschließend bis 1942 Hellblau und danach wieder Gelb. Nach 1945 wechselte die Farbe ein letztes Mal auf Brillantblau (RAL 5007). Des Weiteren hatten sie vorn oder seitlich in schwarzer Schrift je einen Hinweis „Luftpost“. Die Briefkästen wurden vornehmlich bei Luftpostämtern, auf Flugplätzen und in Stadtteilen, wo erfahrungsgemäß verhältnismäßig viele Luftpostsendungen anfielen, eingesetzt.

### Postscheckbriefkasten

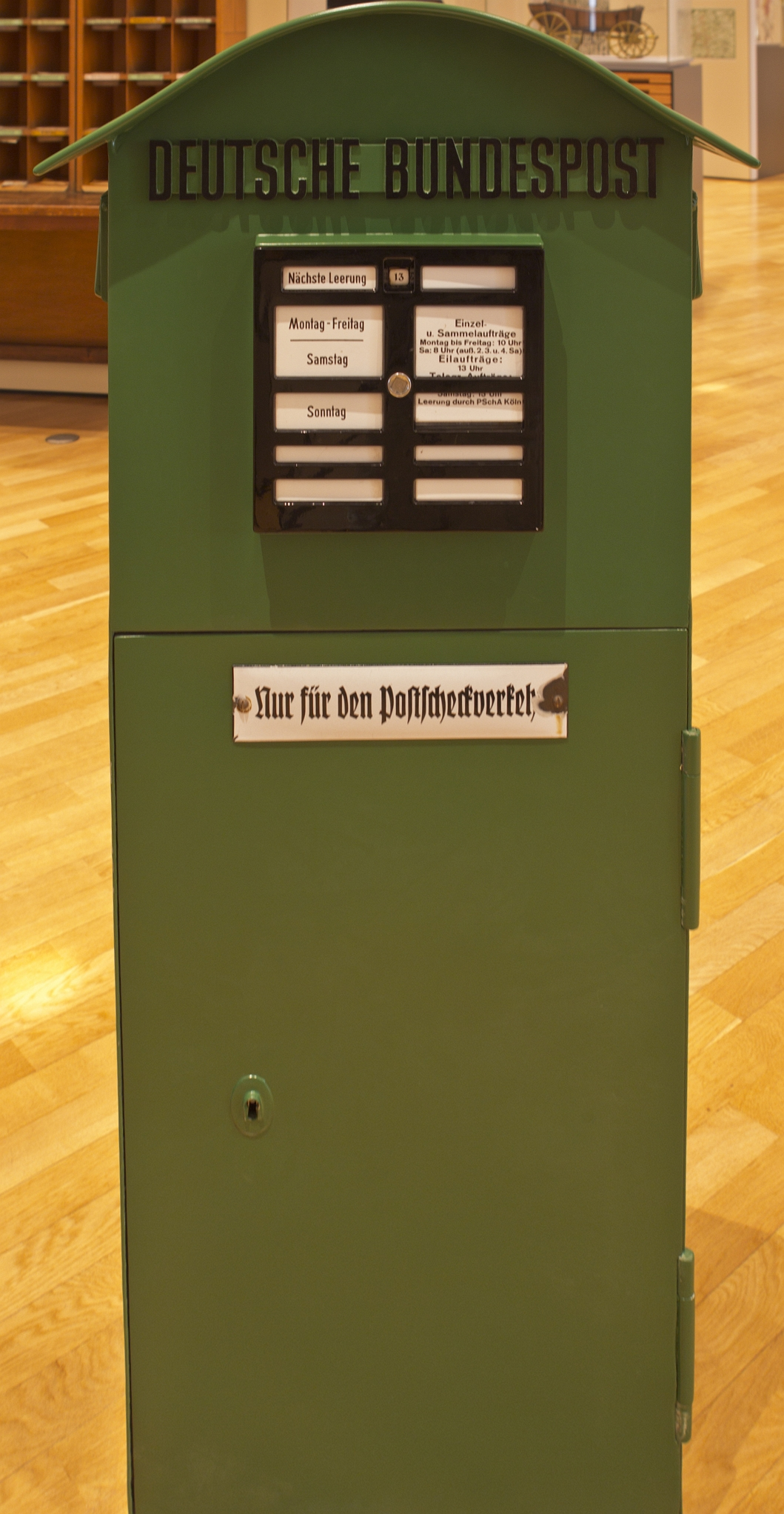
Postscheckbriefkasten im Museum für Kommunikation Frankfurt

Als „Postscheckbriefkästen“ wurden Stahlblechbriefkästen der Typen EB2, EB3 und EB4 mit laubgrüner (RAL 6002) Lackierung eingesetzt, die vorn oder seitlich in schwarzer Schrift mit dem Hinweis „Nur für den Postscheckverkehr“ gekennzeichnet waren. Die Briefkästen dienten zur Einlieferung von Sendungen an die Postscheckämter und wurden vor oder in Vorräumen dieser Gebäude angebracht.

### Rollende Briefkästen
So genannte rollende Briefkästen sind an einem öffentlichen Verkehrsmittel angebracht, das heißt an einem Bahnpostwagen, einer Straßenbahn oder einem Postbus. Sie ermöglichen Postnutzern, ihre Briefe an beliebigen Bahnhöfen, Haltepunkten oder Haltestellen einwerfen zu können.

### Richtungsbriefkasten
Richtungsbriefkästen, auch Strecken-Briefkästen genannt, wurden neben den üblichen Bahnhofsbriefkasten (Briefkasten auf Bahnhöfen, die gesondert und in kurzen Abständen geleert wurden) auf größeren bahnpostführenden Bahnhöfen aufgestellt. Sie waren eine Ergänzung zum Briefkasten am Bahnpostwagen und nur für die Aufnahme von Briefen nach einer bestimmten Richtung und für bestimmte Züge bestimmt. Es handelte sich um gewöhnliche Säulenbriefkästen, die in der Regel eine halbe Stunde vor Abgang einer Bahnpost nach dieser Richtung geöffnet und zur unmittelbaren Überbringen ihres Inhalts an die Bahnpost erst kurz vor der Abgangszeit geleert wurden. Diese Einrichtung ermöglichte die Postaufgabe auch nach der Schließung des Ortspostamts, wobei dem Absender das Lösen einer Bahnsteigkarte und der Weg zum Bahnsteig erspart wurde. Die ersten Richtungsbriefkasten wurden im Frühjahr 1926 an den Bahnhöfen in Frankfurt am Main und München für diese Strecke aufgestellt. Nach dem Wegfall der Bahnsteigsperre wurden die Richtungsbriefkasten unattraktiv und seit 1967 kamen keine neuen mehr hinzu, die vorhandenen wurden nach und nach wieder entfernt.

### Hausbriefkasten auf dem Lande

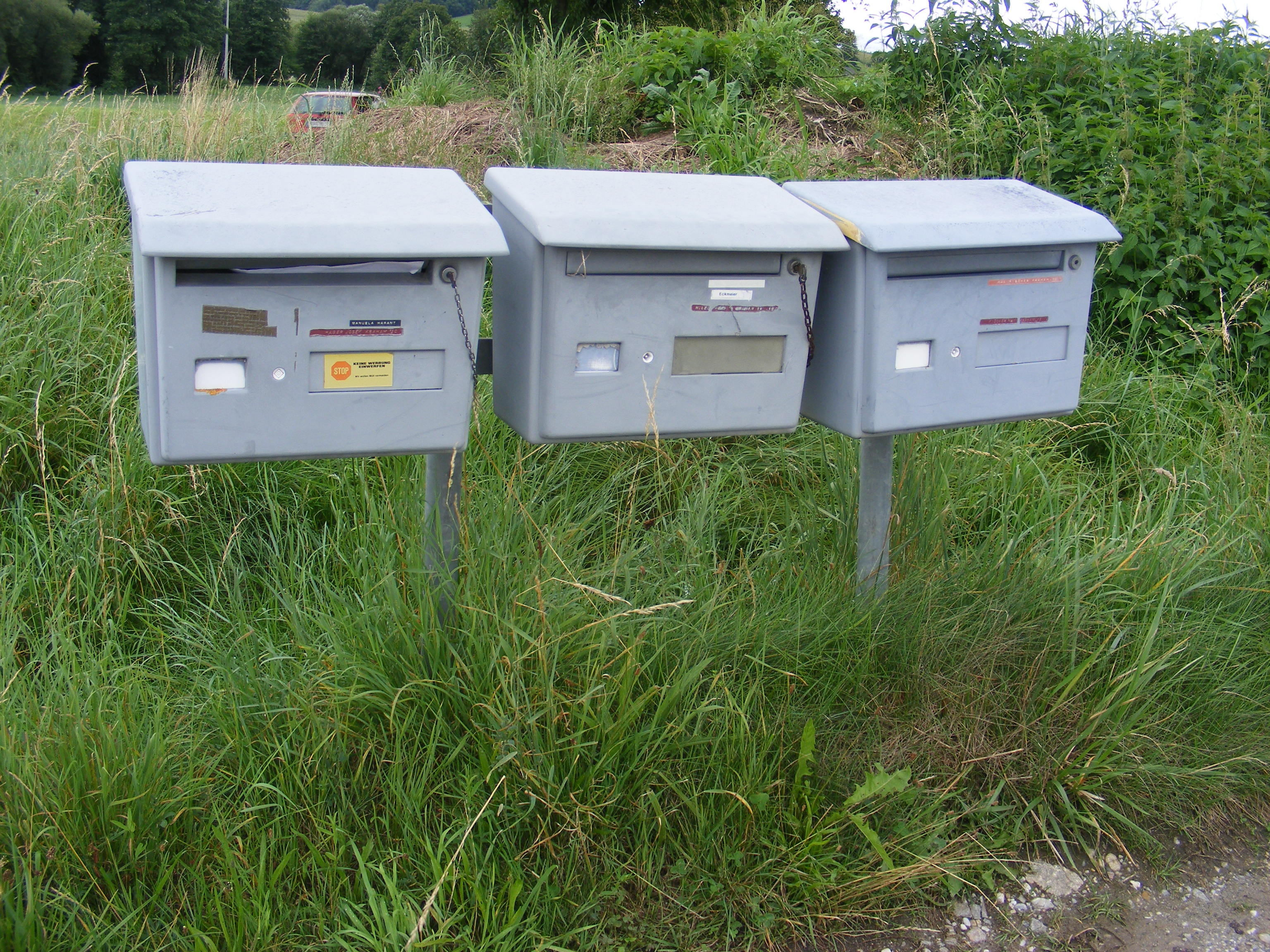
Mausgraue „Hausbriefkästen auf dem Lande“

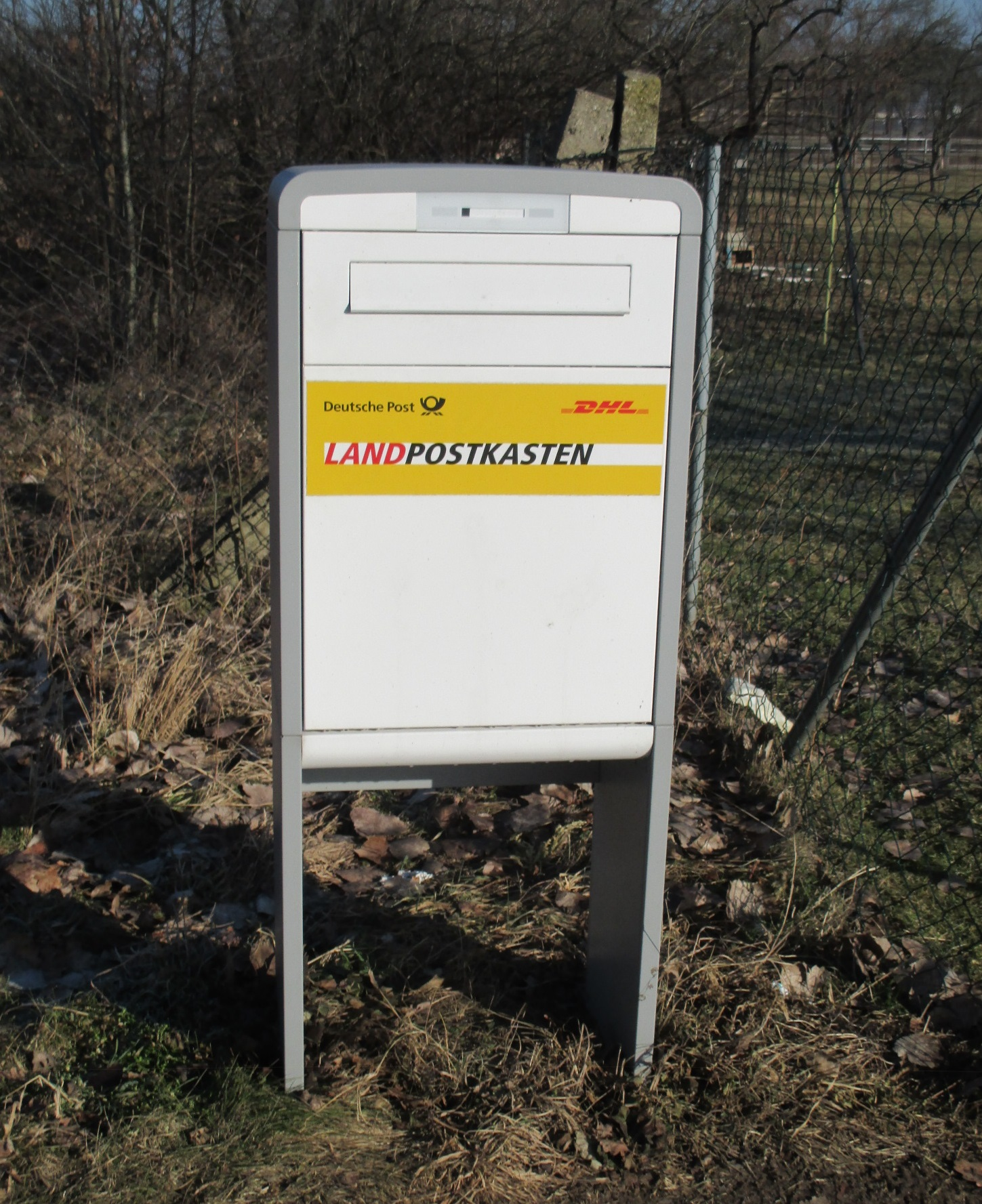
Zustellanlage Landpostkasten für Postsendungen mit einem Brief- und einem Paketfach von der Deutschen Post AG und DHL (2017)

Ein „Hausbriefkasten auf dem Lande“ (heute von der Deutschen Post AG „Landbriefkasten“ genannt, Typ EB100K) ist ein an Landstraßen aufgestellter, meistens auf einer Haltesäule montierter Briefkasten. Er gehört im Gegensatz zum üblichen Hausbriefkasten dem Postunternehmen und wurde für den Postkunden kostenlos aufgestellt, wenn dieser mehr als 100 Meter vom öffentlichen Straßennetz entfernt wohnt und mit Kraftfahrzeugen nicht oder nur unter erschwerten Bedingungen erreicht werden kann.
Ein solcher Postkasten dient
- dem Zusteller zum Einlegen der für den Postkunden bestimmten Briefe und Päckchen,
- dem Postkunden zum Einlegen seiner abgehenden Sendungen.

Die Briefkästen sind mit einer Hauptschlüsselanlage versehen. Postkunde und Zusteller haben je einen Schlüssel (der Zusteller einen Hauptschlüssel). Die Kästen sind für die Leerung mit einem Deckel (Briefkastendach) versehen, sie haben ein Namenschild und einen Einlageanzeiger. Der betätigte Einlageanzeiger zeigt dem Zusteller an, dass sich Sendungen im Kasten zur Mitnahme befinden. Der Briefschlitz befindet sich an der Vorderfront.
Die Kästen bestanden ursprünglich aus mausgrau (RAL 7005) eingefärbtem Polyesterharz. Die Deutsche Post AG bot bis 2004 drei verschiedene Modelle an: „Ludwig rot“ sowie „Knut“ in Grün und „Sam“, welcher im Stil amerikanischer Blechbriefkästen gehalten ist.
Dieser Service wurde inzwischen eingestellt und es werden von der Deutschen Post keine Landbriefkästen mehr aufgestellt.

### Schiffsbriefkasten

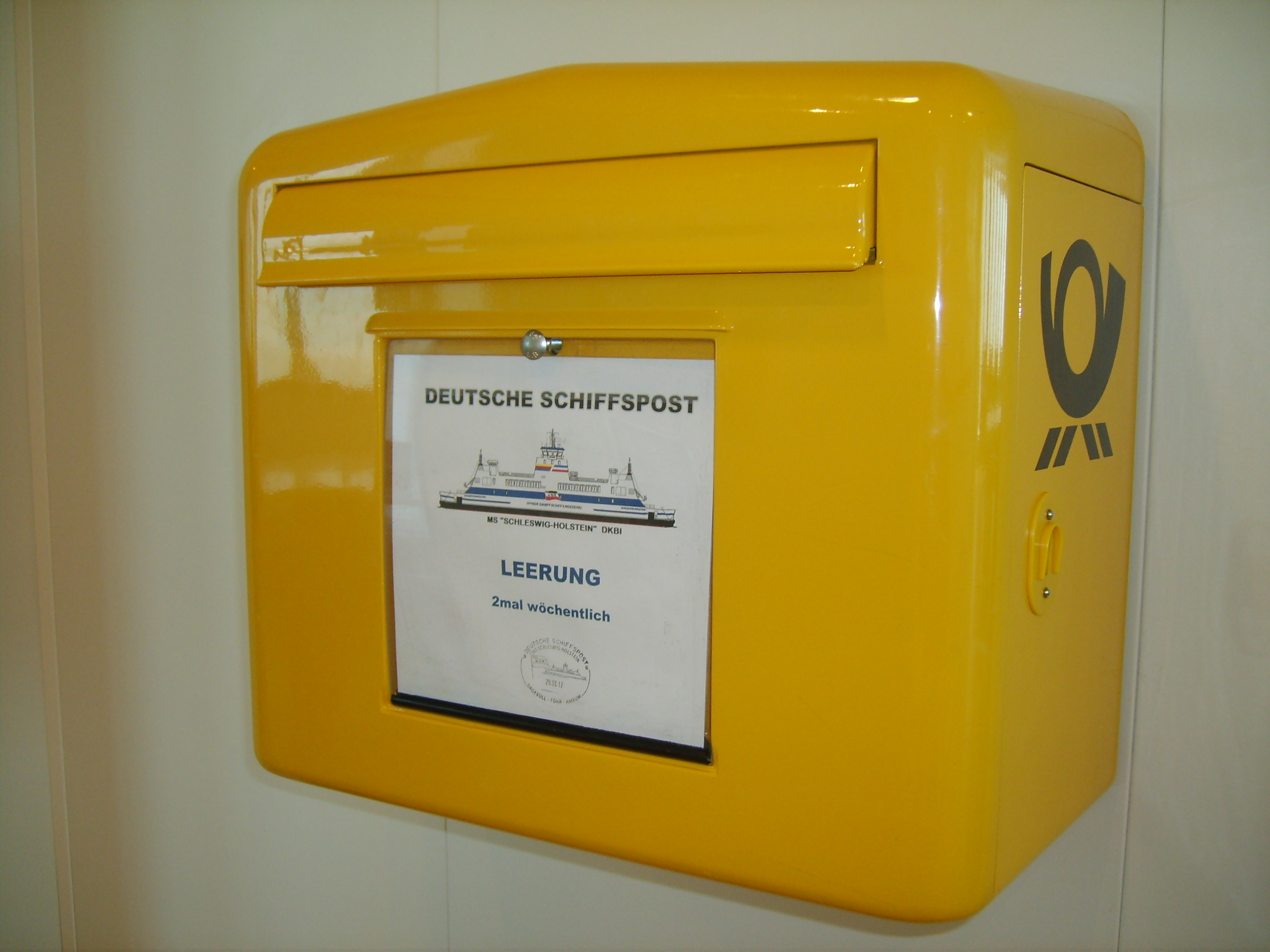
Schiffsbriefkasten an Bord der Fähre Schleswig-Holstein

Schiffsbriefkästen kann es auf Seeschiffen und auf Binnenschiffen geben. In fremden Häfen müssen diese Briefkästen geschlossen bleiben.
Im deutschsprachigen Raum gab es auf den Bodenseeschiffen Schiffsbriefkästen. Den ersten Schiffsbriefkasten auf dem Bodensee gab es 1882 bei den bayerischen Schiffen, es folgten 1885 Österreich sowie 1891 Württemberg und die Schweiz. Anfangs durften die Briefsendungen mit Postwertzeichen aller Uferstaaten freigemacht werden. Seit 1900 mussten die Wertzeichen eines Staates die volle Gebühr decken, andere Postwertzeichen durften zusätzlich verwendet werden. Die Briefkästen wurden in den größeren Hafenorten geleert und neben dem Tagesstempel mit einem Zusatzstempelabdruck versehen, der auf die Schiffsbeförderung hinwies. Die Schiffsbriefkästen wurden 1939 abgenommen und 1949 wieder angebracht. Endgültig von den Bodenseeschiffen wurden diese am 1. Mai 1961 entfernt.
Die ersten unmittelbaren Schiffspostverbindungen zwischen den deutschen Staaten und Nordamerika entstanden 1847, zuvor wurde diese von englischen und französischen Schiffen hergestellt. Nachdem die HAPAG und der Norddeutsche Lloyd mit regelmäßigen Dampfschiffen verkehrten, wurde damit auch ein Großteil des deutschen Briefverkehrs nach Übersee von diesen Gesellschaften übernommen. Um eine schnellere Postverteilung nach der Ankunft zu ermöglichen, wurden die Sendungen bereits während der Überfahrt durch Postbeamte auf dem Schiff sortiert. Das Generalpostamt erwog die Einrichtung von Seepostbüros bereits 1873, diese wurden aber erst am 24. Dezember 1890 mit dem Abkommen über die Einrichtung und Unterhaltung gemeinschaftlicher deutsch-amerikanischer Seeposten mit der nordamerikanischen Postverwaltung zum am 1. April 1891 eingeführt. In dem Abkommen wurde unter anderem festgelegt, dass mindestens ein Briefkasten auf dem Schiff aufgestellt wird. Aus Repräsentationsgründen wurde hierfür das Stadtbriefkastenmodell von 1885 verwendet und zusätzlich mit dem Wappenadler mit Krone und anstelle der Pferdeköpfe und den hermenartigen weiblichen Halbfiguren wurden gegen stilisierte Fische ausgetauscht. Die während der Überfahrt eingelieferten Postsendungen wurden vom begleitenden Beamten des Seepostamtes mit einem häufig ovalen Stempel entwertet, der die Inschrift „DEUTSCHE SEEPOST“ und die Angabe der Schifffahrtslinie enthielt.
Seit Ende 2011 gibt es auf der Fähre Schleswig-Holstein wieder einen Schiffsbriefkasten, der zweimal in der Woche geleert wird. Die Sendungen erhalten einen ovalen Stempel „DEUTSCHE SCHIFFSPOST“ der Fährverbindung (Dagebüll–Föhr–Amrum).

### Anlassbezogener Briefkasten

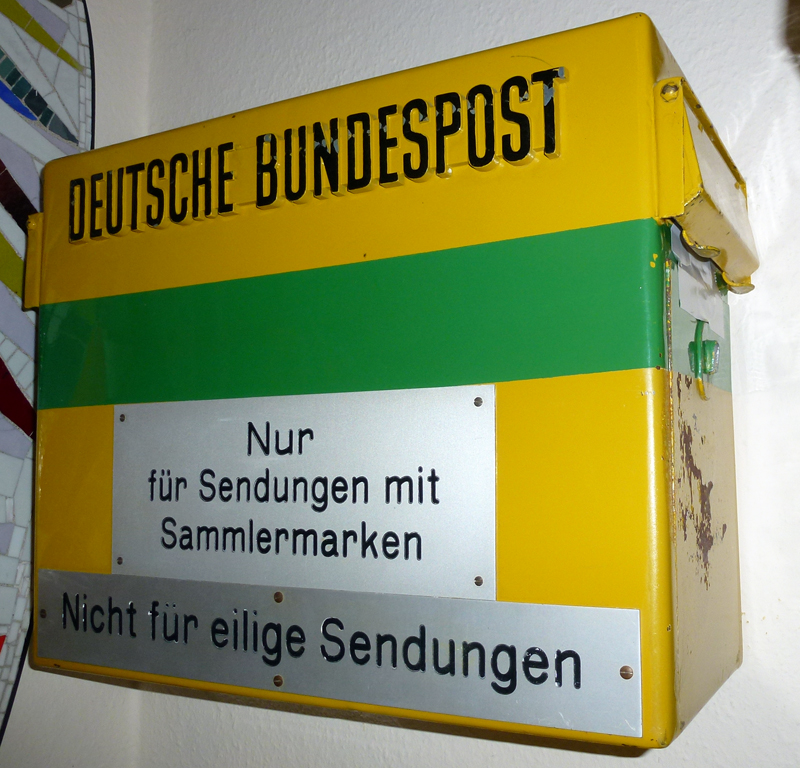
Der grüne Streifen macht darauf aufmerksam, dass dieser Kasten „Nur für Sendungen mit Sammlermarken – Nicht für eilige Sendungen“ gedacht ist

Anlassbezogene Briefkästen gibt es meistens auf Ausstellungen und Messen. Dort eingeworfene Sendungen werden mit einem Sonderstempel entwertet. Meist befindet sich auf solchen Briefkästen auch ein Hinweis, dass keine eiligen Terminsachen eingelegt werden sollten, da die Bearbeitung durch Handstempelung erfolgt und damit langsamer ist.
Bei speziellen Aktionen werden auch Briefkästen an einen bestimmten Empfänger, wie zum Beispiel an das Christkind und an den Weihnachtsmann (Empfänger ist ein Weihnachtspostamt, das nicht detailliert adressiert werden muss), eingerichtet.

### Paketkasten
Die üblichen Postbriefkästen haben schmale Einwurfschlitze; zur Aufnahme von Paketen und Päckchen sind sie nicht vorgesehen. Die Konzerntochter DHL der Deutschen Post AG stellte dafür Briefkästen für Pakete auf. Seit September 2006 gibt es die Paketbox zur Abgabe von Paketen und Päckchen, und im August 2010 kam die Packstation hinzu, bei der Pakete und Päckchen unter Anwendung des Zugangsverfahrens mTan auch empfangen werden können. Seit Herbst 2013 erprobte DHL „Paketkästen“, die wie Briefkästen beim Kunden am Haus montiert sind. Erstes Testgebiet war die Stadt Ingolstadt. Diese Paketbriefkästen konnten sowohl für den Versand als auch Empfang von DHL-Sendungen genutzt werden. Da die Tests sehr gut angenommen wurden, war der Paketkasten ab Mai 2014 bundesweit erhältlich. Der Kasten konnte entweder für mindestens 1,99 Euro pro Monat gemietet oder wahlweise gekauft werden. Anderen Postdienstleistern blieb die Nutzung der DHL-Paketkästen verwehrt. Seit 2016 bietet DHL den Paketbriefkasten nicht mehr an. Seit 2021 gibt es als Ergänzung die Poststation (Deutsche Post DHL), eine Packstation mit integriertem Briefmarkenautomat und Briefkasten.

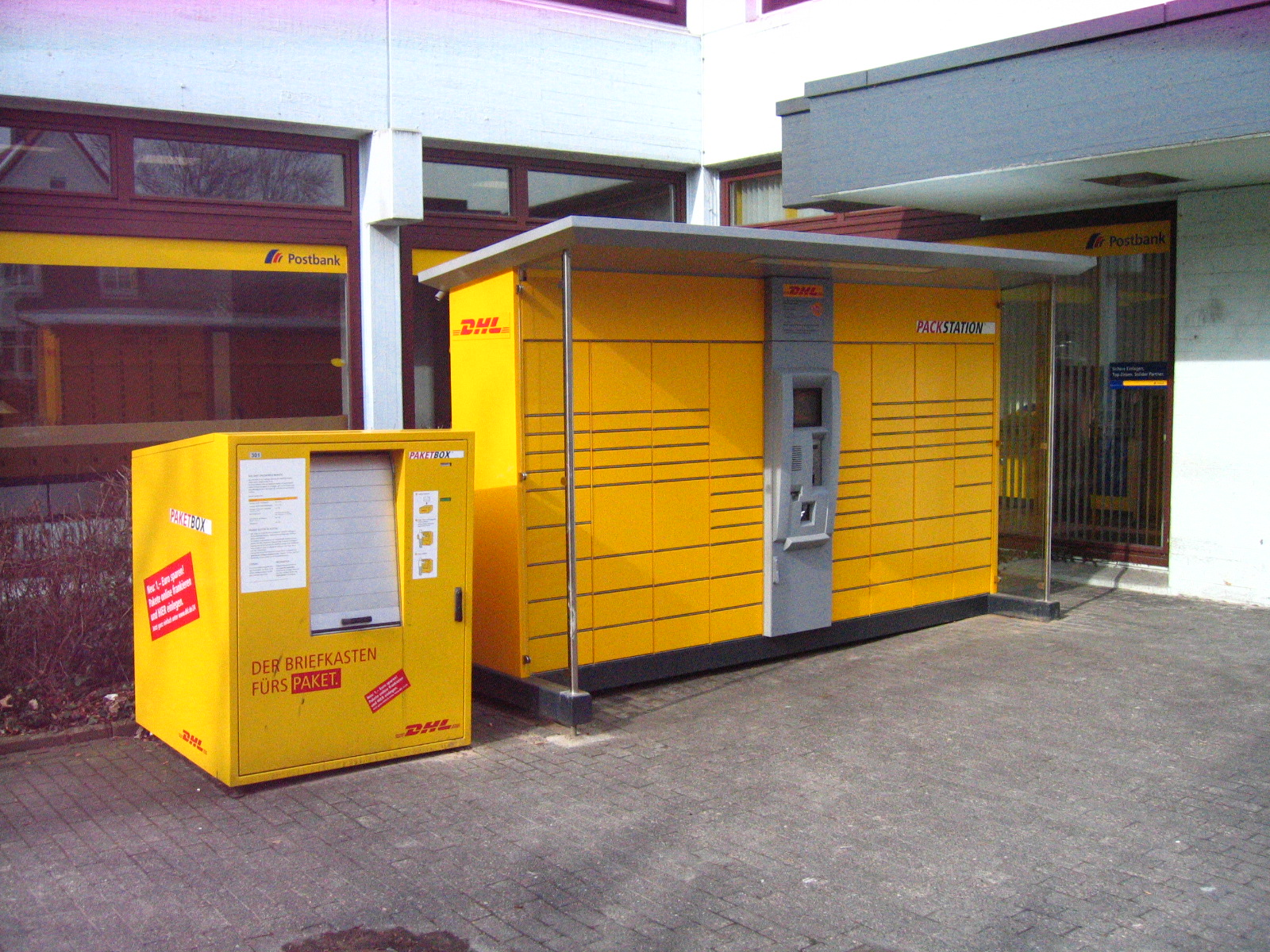
Paketbox links und Packstation rechts.
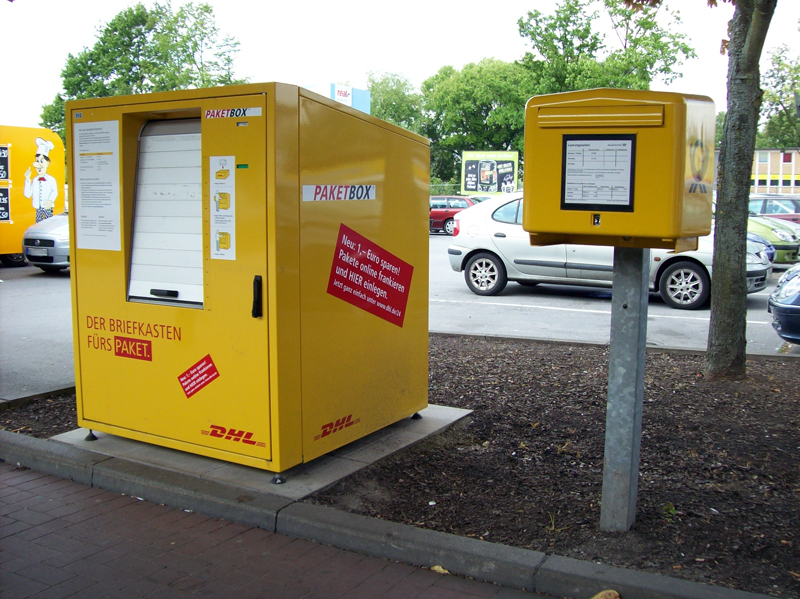
Paketbox links und Stadtbriefkasten rechts.
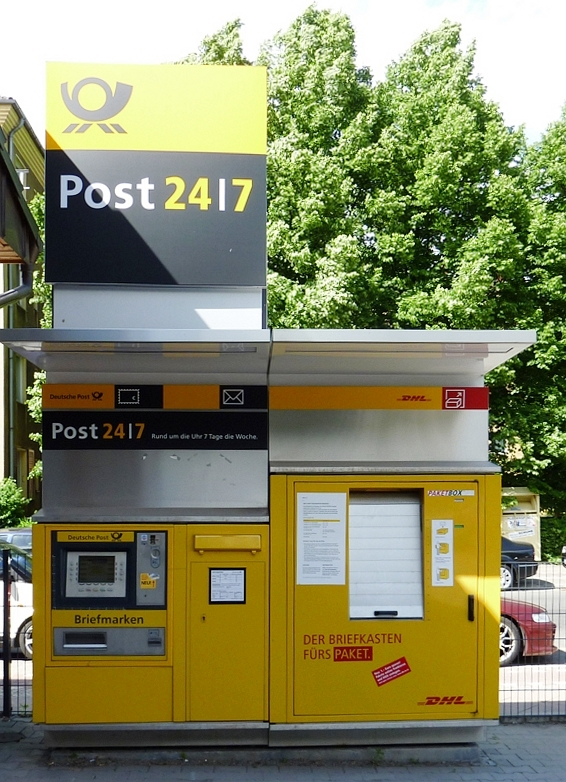
Post-24/7-Basisstation mit Paketbox (rechts)
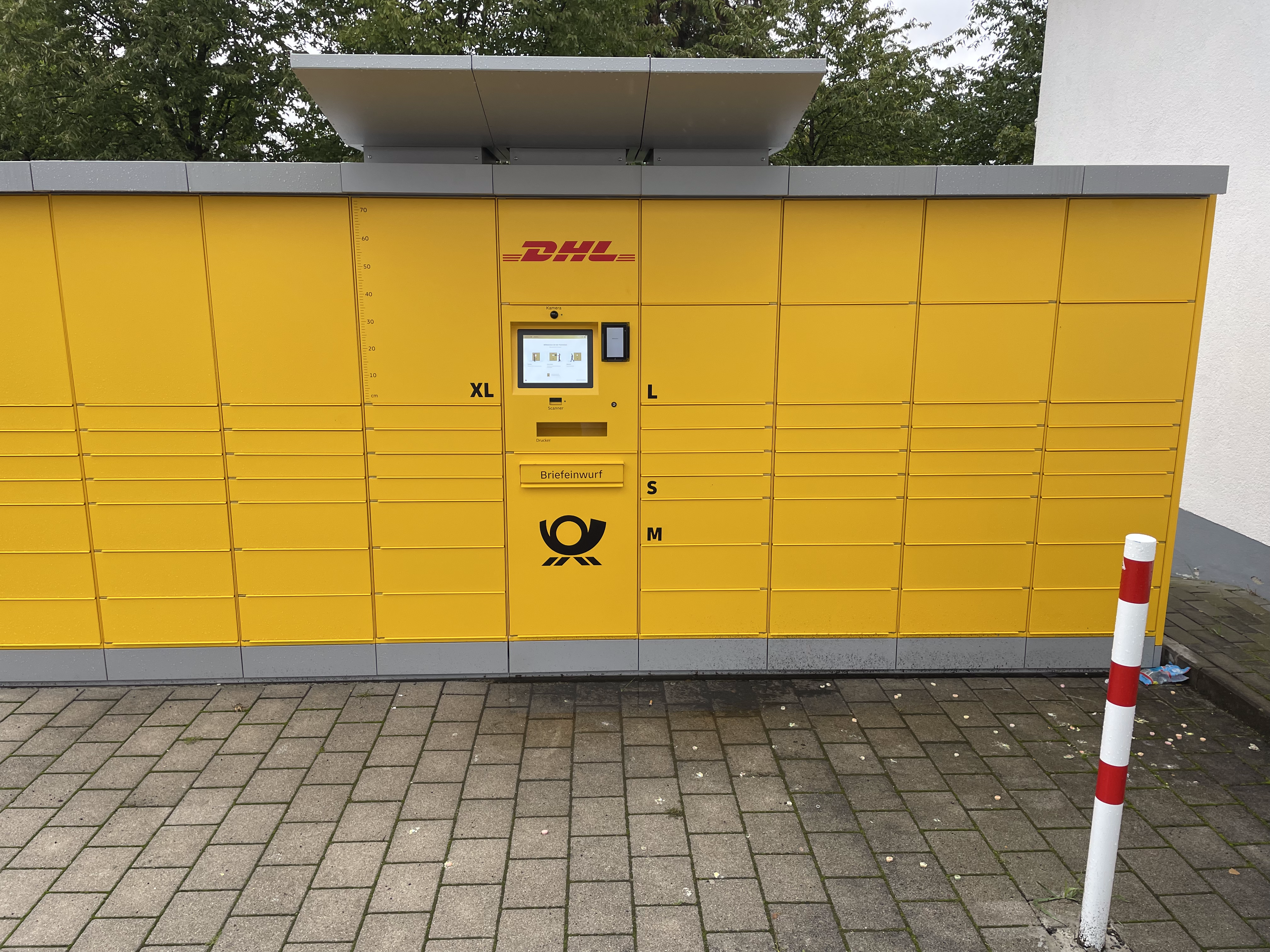
Poststation

### Depotkasten
Postablage- oder Depotkästen werden ausschließlich vom Postunternehmen benutzt. Sie sind hauptsächlich in Zustellbereichen aufgestellt, wo mit Postfahrrad oder Handwagen gearbeitet wird. Wenn diese Fahrzeuge nicht alle Sendungen auf einmal aufnehmen können, sind weitere in einem solchen nahen Kasten deponiert, und der Briefträger holt sie nach und nach ab. Die Kästen stehen meist neben weiterem Post- oder Telekominventar und haben eine gewisse Ähnlichkeit mit Kabelverzweigerschränken.

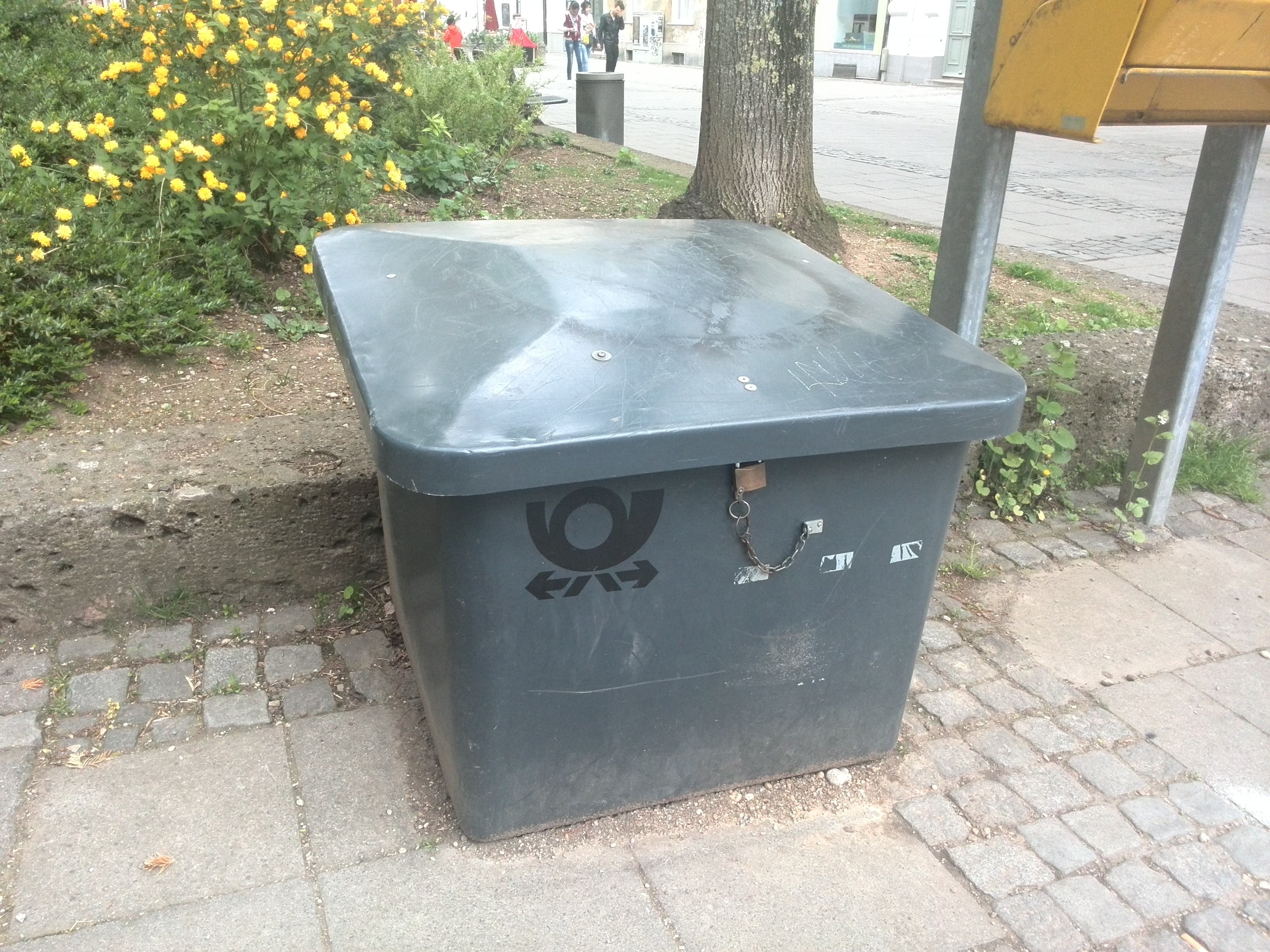
Postablagekasten in München (ältere Bauart, erkennbar an den Posthorn-Pfeilen)
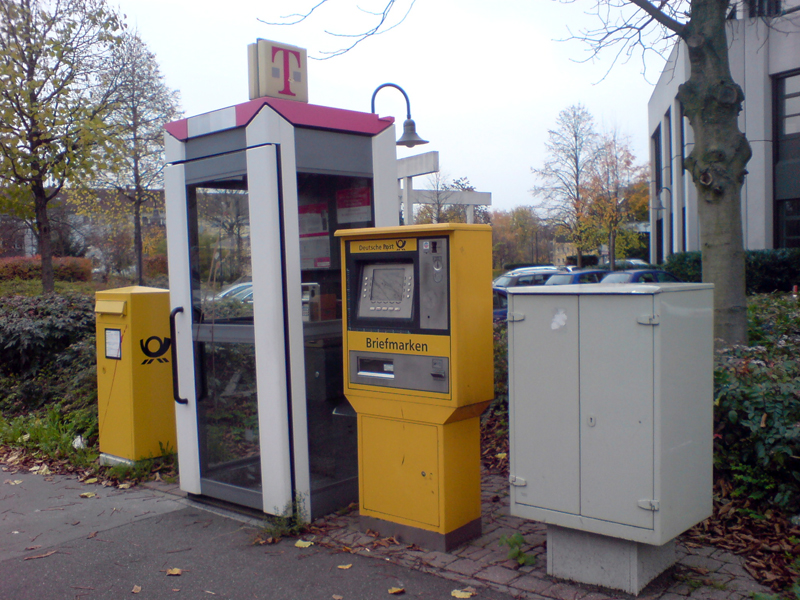
Von links nach rechts: Briefkasten, Telefonzelle, Briefmarkenautomat und ein Depotkasten

## Leerungsanzeiger
Der Leerungsanzeiger am Briefkasten zeigt Wochentag und Uhrzeit der Leerungen, eine eventuelle Nachtleerung und das zuständige Briefzentrum an. Zusätzlich wird auf den nächsten Briefkasten mit einer noch späteren Leerung hingewiesen. Die Spätleerung geschieht so frühzeitig, dass die Sendungen den Empfänger im Bundesgebiet in der Regel am nächsten Tag erreichen. Bei der Nachtleerung hingegen erreichen die Sendungen ihre Empfänger in den auf dem Leerungsanzeiger ausgewiesenen Postleitregionen mit der nächsten Zustellung (in der Regel, wenn Eingangsbriefzentrum gleichzeitig auch das Ausgangsbriefzentrum ist).
Bei der Reichspost gab es Briefkästen, die bis zehnmal täglich geleert wurden. Heute werden die meisten Briefkästen nur noch ein- bis zweimal am Tag geleert. Die frühere Nachtleerung aller Briefkästen stellte die Deutsche Bundespost am 6. Januar 1984 ein. Kästen mit verbliebener Nachtleerung waren durch Hinweisschilder in roter Farbe gekennzeichnet.
Ein roter Punkt wies bis Mitte 2025 auf eine Leerung am Sonntag hin. Die Deutsche Post leerte bis Anfang 2016 von den bundesweit 110.000 Briefkästen 10 Prozent, also 11.000, am Sonntag. Da das Sendungsaufkommen in den vergangenen Jahren immer geringer wurde, will die Post in Zukunft nur noch 2.000 Briefkästen an Sonntagen leeren. Diese befinden sich an stark frequentierten Plätzen wie Bahnhöfen, an größeren Postfilialen vorrangig in Städten mit mehr als 20.000 Einwohnern, Kreisstädten, kreisfreien Städten und an Bahnhöfen mit ICE-Anschluss sowie an den Briefzentren. Mitte 2025 wurde der rote Punkt abgeschafft und durch einen QR-Code ersetzt, mit welchem die Leerungszeiten abgefragt werden können.
An manchen Briefkästen wird nach jeder Leerung der Wochentag der nächsten Leerung eingestellt. Dies ist beispielsweise bei der niederländischen Post (Lichting al geschied) üblich.
Landbriefkästen hatten früher Leerungsschilder, die nach jeder Leerung gegen andere mit den Angaben der nächsten Leerung ausgewechselt wurden.

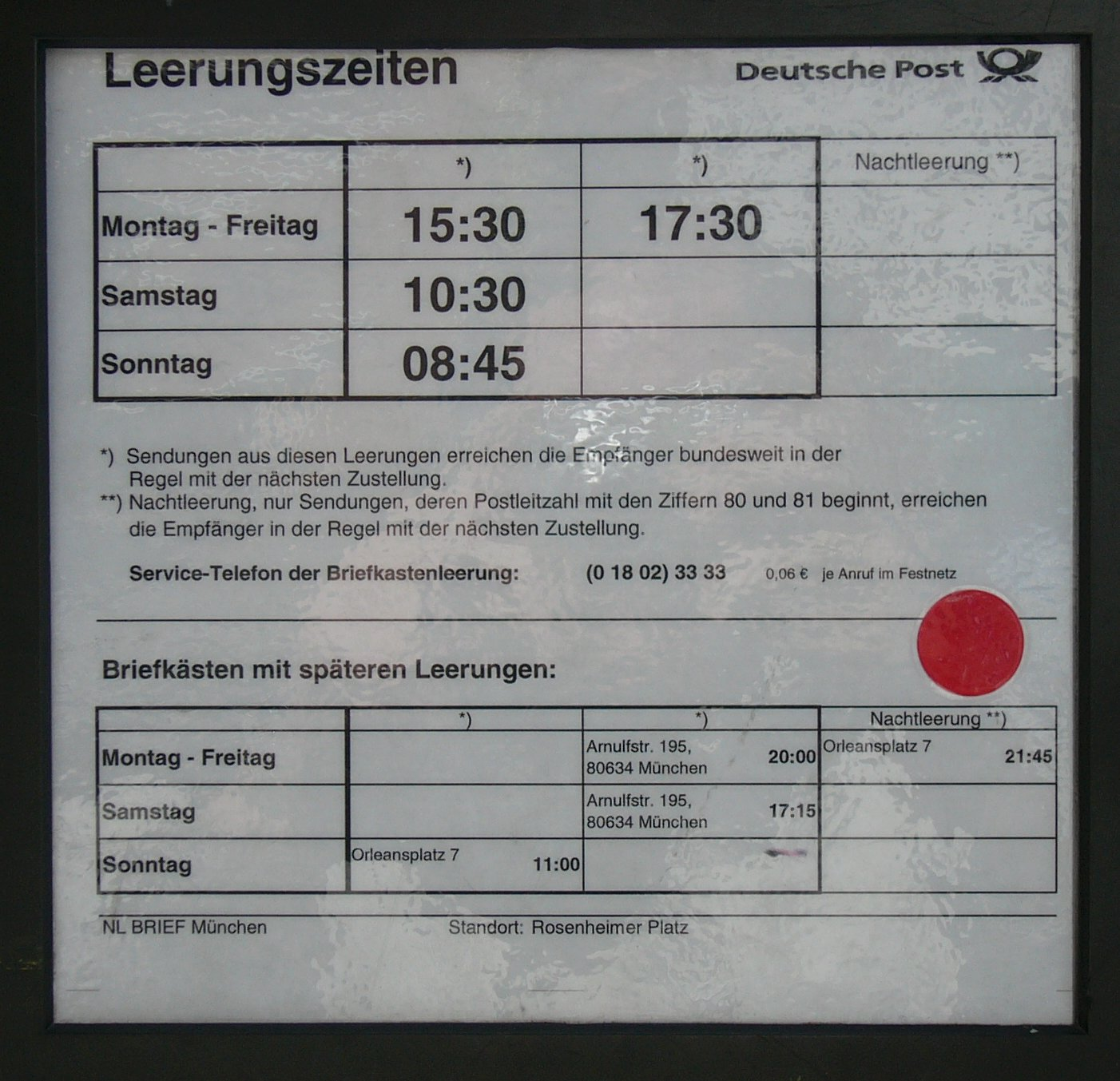
Leerungsanzeiger (roter Punkt bedeutete bis Mitte 2025 Sonntagsleerung)
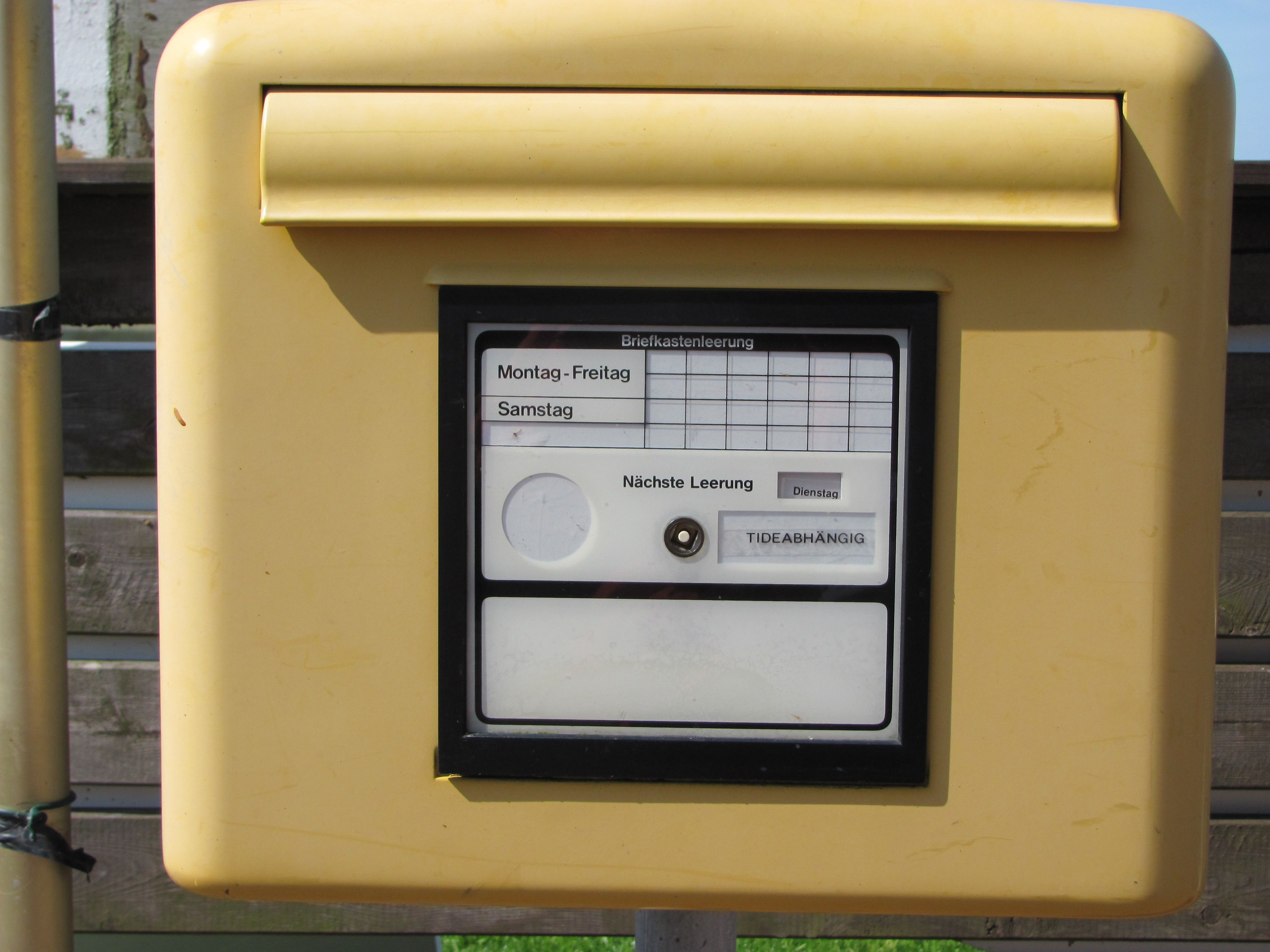
Tidenabhängige Leerung auf der Hallig Nordstrandischmoor
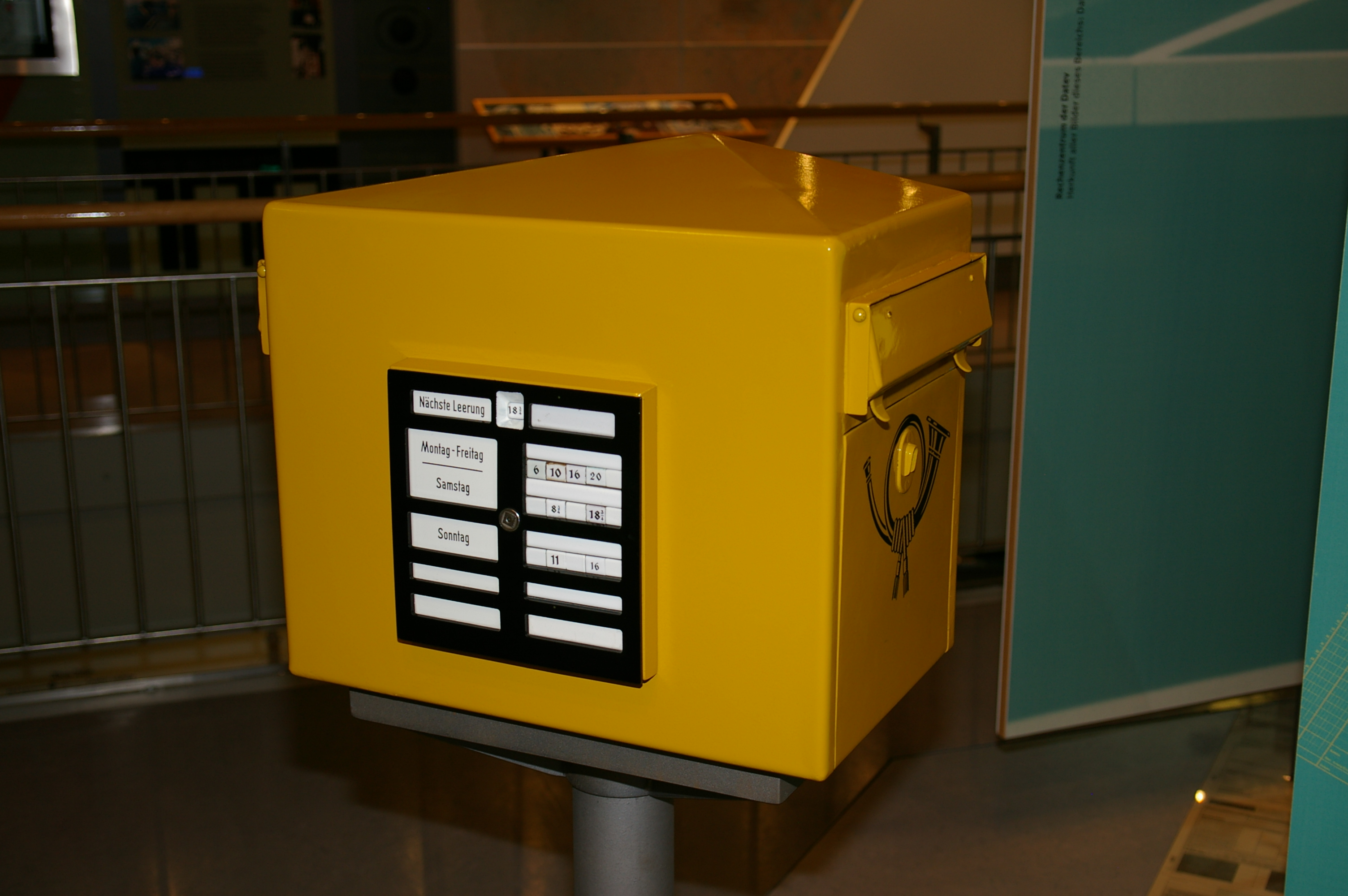
Landbriefkasten mit einstellbarem Leerungsanzeiger
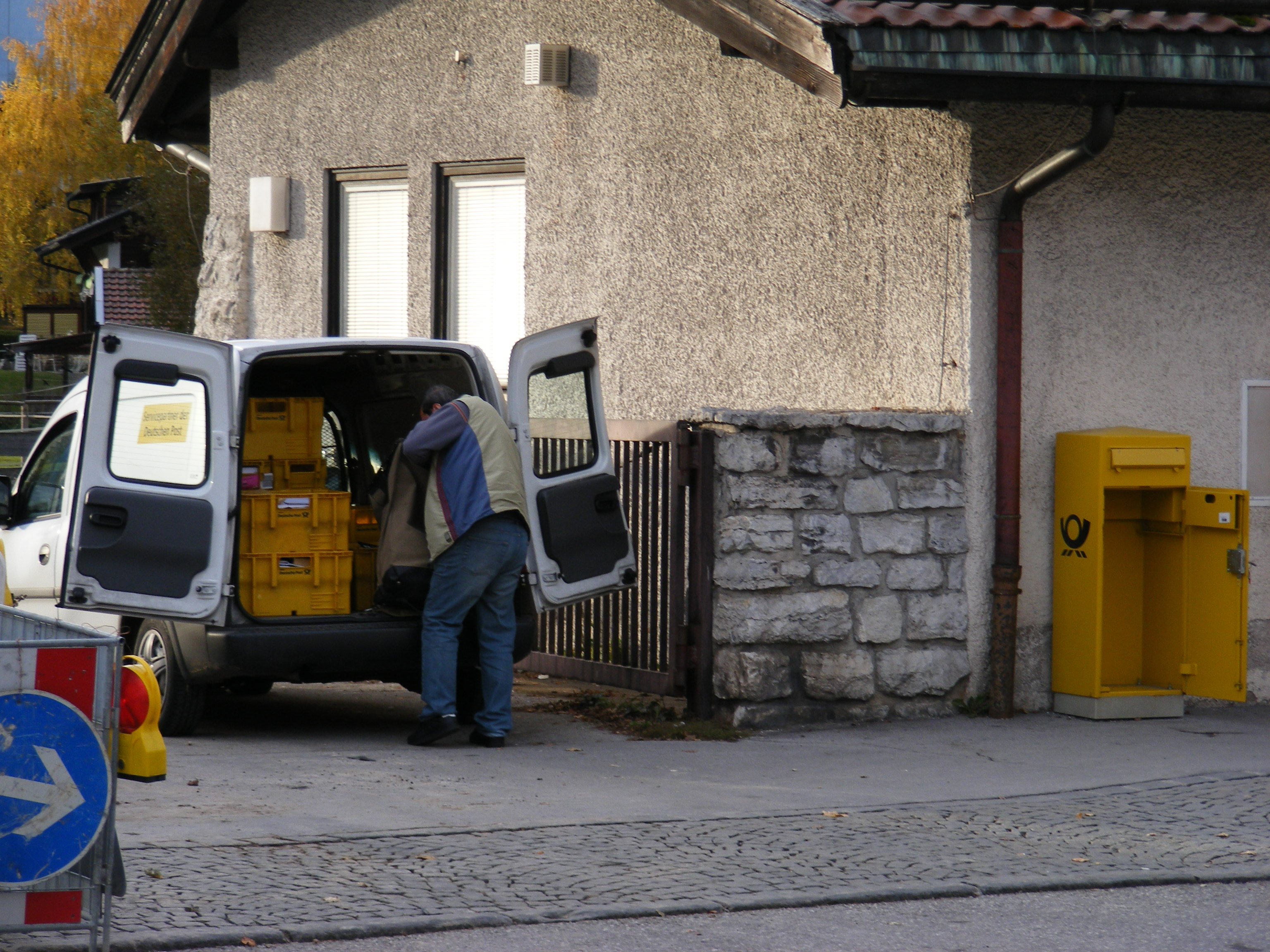
Leerung eines Säulenbriefkastens

## Trivia

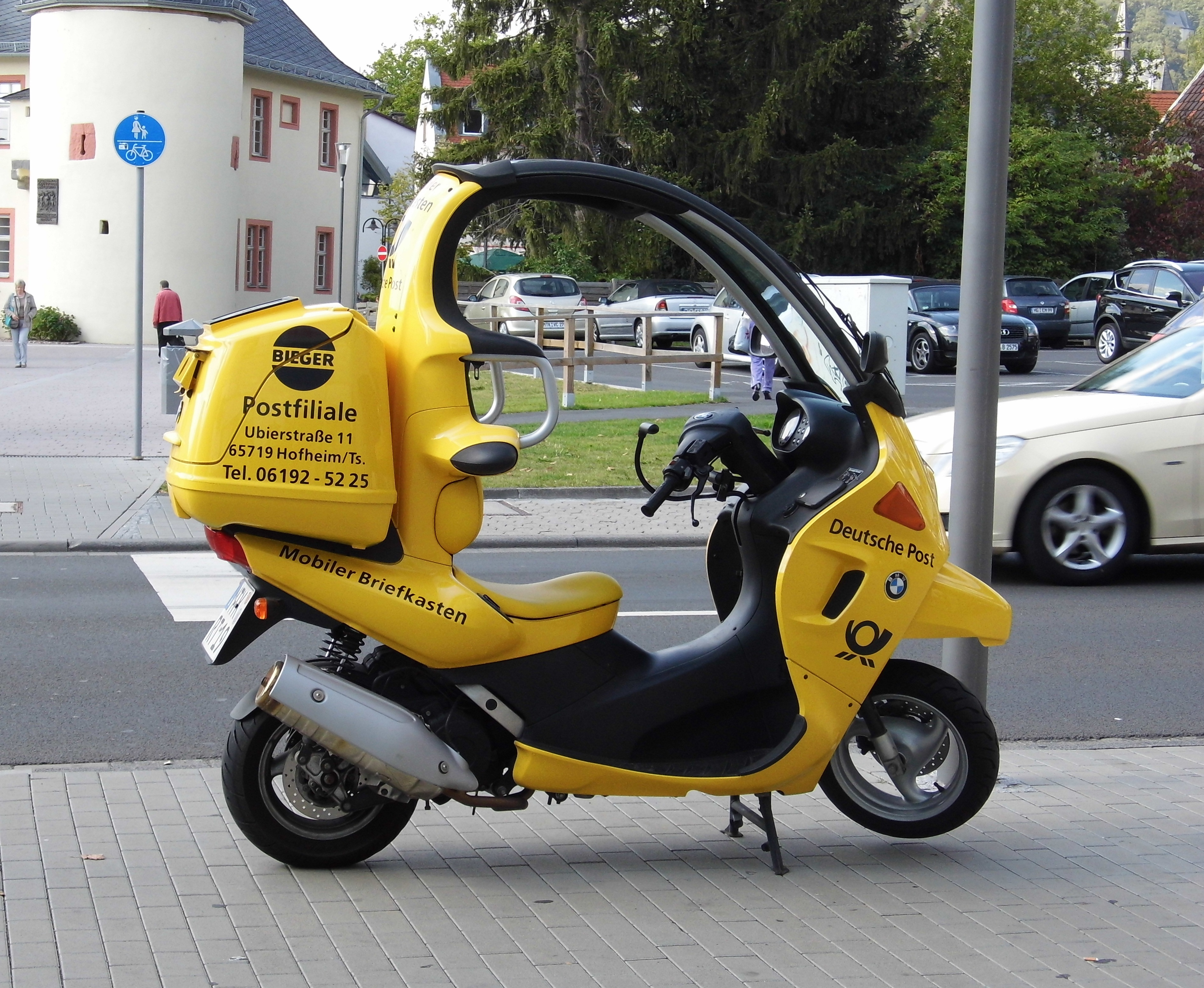
Hofheim, mobiler Briefkasten

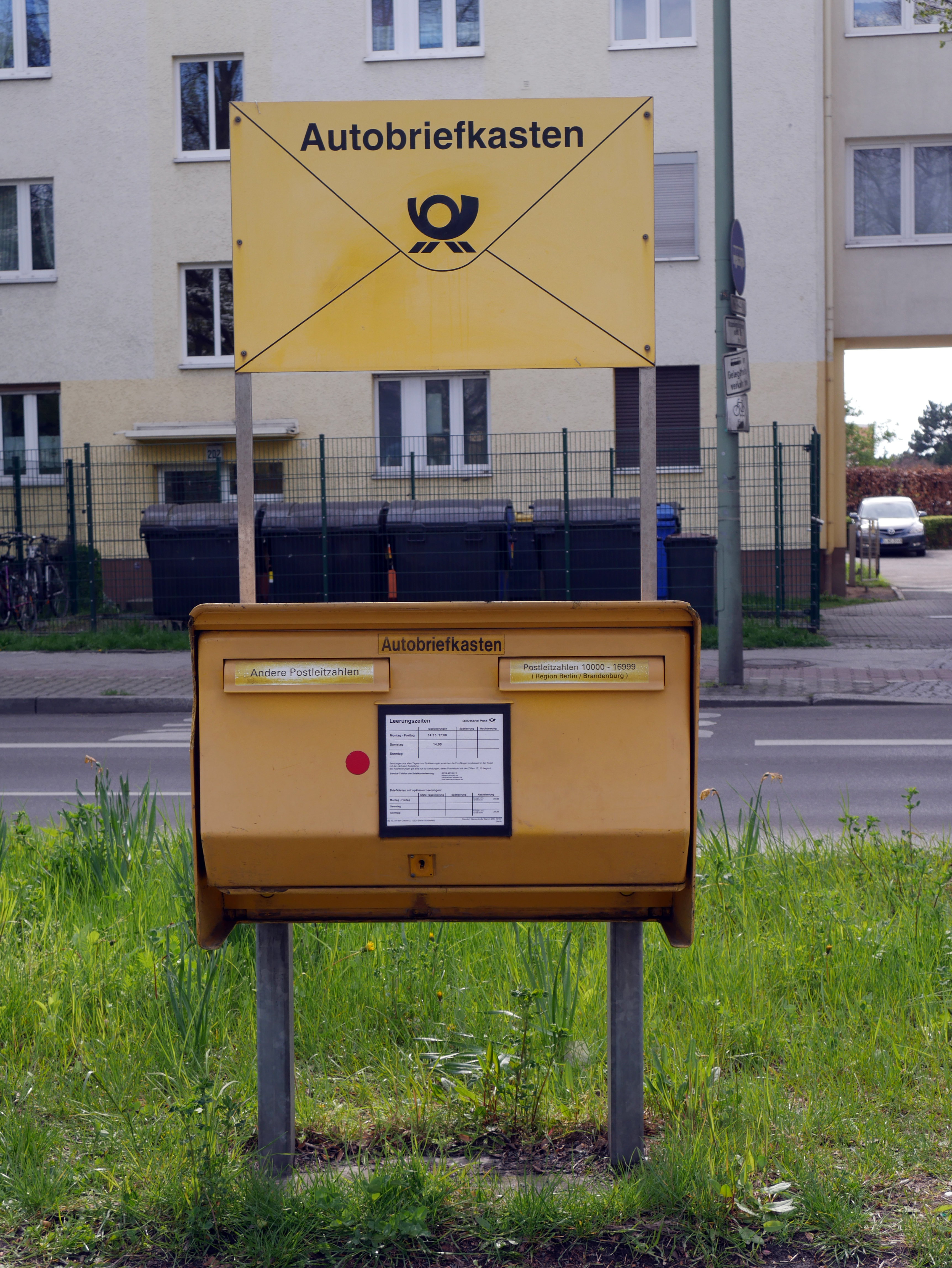
Autobriefkasten in Berlin Alt-Mariendorf Foto von 2016

- Deutschlands höchster Postbriefkasten befindet sich am Münchner Haus[71] auf der Zugspitze.[72]
- Seit 1964 gibt es im Steinhuder Meer während der Segelsaison eine Postboje, des Weiteren setzt die Feldpost der Bundeswehr bei maritimen Veranstaltungen ebenfalls gerne eine Postboje ein, um Postsendungen auf „hoher See“ einliefern zu können.
- Während der Expo 2000 gab es in Hannover den größten Briefkasten der Welt, die Postbox.
- Seit 2011 wird ein mit einem Briefkasten versehener BMW-Motorroller von einer Postagentur in Hofheim als „mobiler Briefkasten“ betrieben. Der Roller ist in Postgelb (Ginstergelb) lackiert und als Briefkasten offiziell zugelassen.[73][74]
- In der deutschen Exklave Büsingen am Hochrhein können Briefe sowohl mit deutschen sowie auch mit schweizerischen Marken frankiert werden. Sie werden dann je nach Wertzeichen der deutschen- oder schweizerischen Post übergeben.
- 1998 wurde am Alexanderplatz in Berlin ein „Autobriefkasten“ vorgestellt, von denen insgesamt 15 geplant waren und in die Briefsendungen vom Auto aus eingelegt werden konnten, ohne aussteigen zu müssen. Auch hier hat das rückläufige Aufkommen an Briefsendungen dafür gesorgt, dass das Konzept nicht weiter verfolgt wurde: 2002 gab es noch neun in Berlin, 2024 nur noch drei.[75]

## Rechtliches
Eine gesetzliche Regelung zu den Qualitätsanforderungen von Post-Briefkästen in Deutschland findet sich in § 17 Abs. 3 des Postgesetzes. Gemäß dem Gesetz sind Post-Briefkästen „zur Einlieferung von Briefsendungen geeignete Vorrichtungen“. Sie müssen so ausreichend vorhanden sein, dass die Kunden in zusammenhängend bebauten Wohngebieten in der Regel nicht mehr als 1.000 m zurückzulegen haben, um zu einem Briefkasten zu gelangen. Briefkästen müssen nach der Verordnung zudem jeden Werktag sowie bedarfsgerecht jeden Sonn- und Feiertag geleert werden, wobei auf ihnen die Leerungszeiten und die nächste Leerung angegeben sein müssen.
Das Plakatieren von Postbriefkästen ist ohne Genehmigung verboten. Jede unautorisierte Nutzung ist rechtswidrig und verpflichtet zur Zahlung von Schadenersatz gemäß § 823 BGB und wird strafrechtlich gemäß § 303 StGB verfolgt. Diebstähle aus einem Briefkasten stellen strafrechtlich den Tatbestand des schweren Diebstahls nach § 243 Abs. 1 Nr. 2 StGB dar.

## Alltagskultur
Literarisch
Auch in der Literatur begegnet einem der Briefkasten gelegentlich.

„Zahlreiche Kasten sieht man hängen,
Sowohl in breiten Gassen wie auch in engen,
Worein durch seinen Diener man
Pakete legen lassen kann,
Briefe, Bilette und Urkunden
In allen Nacht- und Tagesstunden!“

Spielzeug
Briefkästen wurden häufig in Kinderpost-Spielen sowie als Spardosen verwendet. Daneben gab das Bundespostministerium eine Zeitschrift für Kinder unter dem Titel Der gelbe Briefkasten – eine Zeitschrift für fleißige Kinder heraus. Als Herausgeber fungierte Gerhard Kretschmann, die Zeitschrift erschien ab 1954 im Verlag Kultur und Wissenschaft, Frankfurt am Main.
Philatelie
Obwohl der Briefkasten eines der bekanntesten Posteinrichtungen ist, wurde er bisher auf verhältnismäßig wenigen Briefmarken bzw. Postwertzeichen verewigt. Es sind vielmehr Sonderstempel vorhanden, die das Motiv des Briefkastens aufnehmen. Die erste deutsche Briefmarke, welche einen Briefkasten zeigt, ist eine Berliner Marke vom 21. Juli 1969 anlässlich des Weltkongresses des Personals der Post-, Telegrafen- und Telefonbetriebe (IPTT). Die Marke zeigt allerdings einen australischen Postzusteller und demzufolge auch einen australischen Hausbriefkasten. Danach folgt am 29. Oktober 1974 eine Bundespost-Marke anlässlich des hundertjährigen Jubiläums des Weltpostvereines.

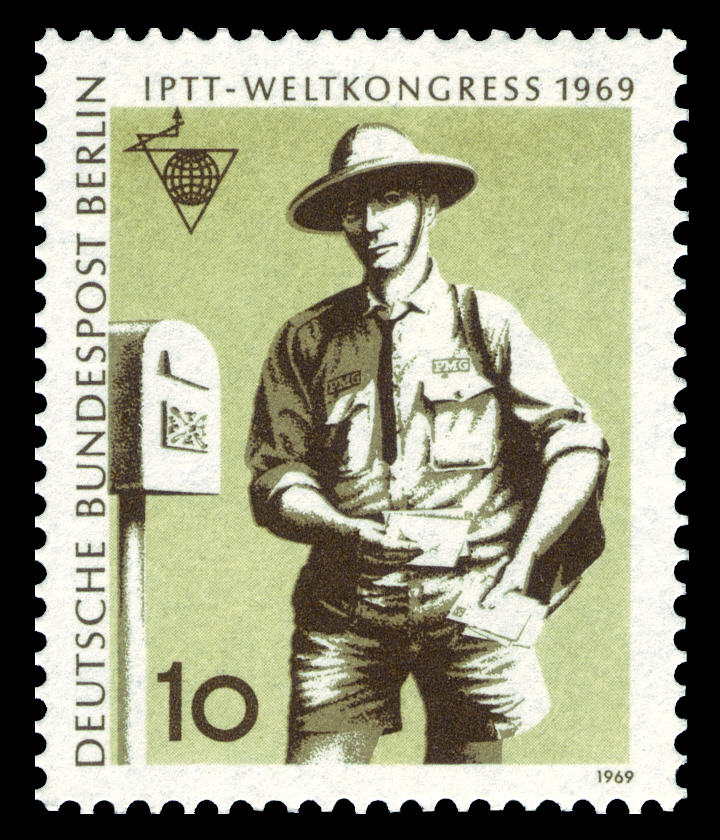
Australischer Zusteller des PMG auf einer Berliner Briefmarke von 1969
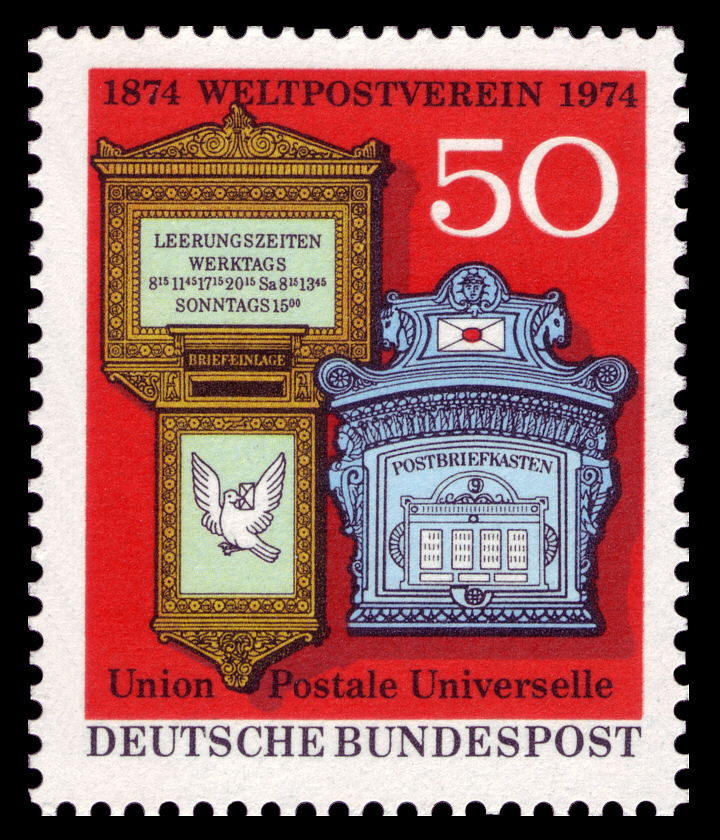
Schweizer und deutscher Briefkasten, Briefmarken-Jahrgang 1974 der Deutschen Bundespost

Die DDR-Post gab 1985 eine Markenserie Historische Briefkästen heraus.
Nach der Wiedervereinigung gab es erst 2002 mit einer Automatenmarke ein Briefkastenmotiv. Es folgten ein Jahr später ein ländlicher Hausbriefkasten sowie 2007 ein gezeichneter Säulenbriefkasten.